# الإسلام
الإسلام دين سماوي توحيدي، يؤمن أتباعه بأن لا إله إلا الله، وأن محمدًا رسول الله. ويعرفون باسم المسلمين. يُعلّم الإسلام أن الله هو رحيم، ولديه القدرة الكلية، وهو واحد، وقد أرشد البشرية من خلال الأنبياء والرسل، والكتب المقدسة والآيات. النصوص الأساسية في الإسلام هي القرآن -الذي أوحي به الله إلى محمد خلال 23 عامًا في مكة والمدينة، وينظر إليه المسلمون على أنه كلمة الله الحرفية والمعصومة عن الخطأ - والتعاليم والأمثلة المعيارية (السنة)، والتي تشمل الأحاديث النبوية الخاصة بمحمد.
يعتقد المسلمون أن الإسلام هو النسخة الكاملة الشاملة للعقيدة التوحيدية التي أُوحيَ بها مرات عديدة إلى الأنبياء، كآدم وإبراهيم ونوح وداود ويعقوب ويوسف وصالح وهود ويونس وموسى وزكريا ويحيي وعيسى. يعتبر المسلمون القرآن الكريم الوحي المطلق والنهائي من الله. مثل الأديان الإبراهيمية الأخرى، في الإسلام أيضاً حكم نهائي يُمنح فيه الصالحون الجنة وغير الصالحين الجحيم (جهنم). تشمل المفاهيم والممارسات الدينية أركان الإسلام الخمسة، وهي عبادات إجبارية، واتباع الشريعة الإسلامية، التي تمس كل جوانب الحياة والمجتمع تقريبًا، من الأعمال المصرفية إلى المرأة والأخلاق والبيئة. مكة والمدينة المنورة والقدس هي موطن لأقدس ثلاثة مواقع في الإسلام.
بغض النظر عن وجهة النظر اللاهوتية، يُعتقد أن الإسلام تاريخياً نشأ في أوائل القرن السابع الميلادي في مكة غرب شبه الجزيرة العربية، وبحلول القرن الثامن الميلادي، امتدت الدولة الأموية من الأندلس في الغرب إلى نهر السند في الشرق. يشير «العصر الذهبي للإسلام» إلى الفترة التي تعود بين القرن الثامن إلى القرن الثالث عشر، أثناء فترة الخلافة العباسية، عندما كان العالم الإسلامي يشهد ازدهاراً علمياً، واقتصادياً وثقافياً. كان توسع العالم الإسلامي من خلال سلالات حاكمة وخلافات مختلفة مثل الدولة العثمانية، والتجار، واعتناق الإسلام من خلال الأنشطة الدعوية.
الإسلام هو ثاني أكبر ديانة في العالم بعد المسيحية، حيث يُقدر عدد أتباعه بـ 1.9 مليار إنسان بنسبة 24.8% من سكان الأرض. نظرًا لمتوسط العمر الأصغر ومعدل الخصوبة الأعلى؛ فإنّ الإسلام هو المجموعة الدينية الرئيسية الأسرع نموًا في العالم، ومن المتوقع من قبل مركز بيو للأبحاث أن يكون أكبر ديانة في العالم بنهاية القرن الحادي والعشرين. يُشكل المسلمون غالبية السكان في 51 دولة من أصل 197 بلدًا في العالم. ارتفع عدد المسلمين من 221 مليون بنسبة 12.5% من سكان العالم في عام 1910م، إلى 1.553 مليار بنسبة 22.5% من سكان العالم في عام 2010، ومن المتوقع أن يزيد عدد المسلمين بين عامي 2015 و2060 بنسبة 70%.
معظم المسلمين ينتمون لإحدى طائفتين؛ أهل السنة والجماعة (85-90%) أو الشيعة (10-15%). حوالي 13% من المسلمين يعيشون في إندونيسيا، أكبر دولة ذات أغلبية مسلمة، %31 من المسلمين يعيشون في جنوب آسيا، وهي المنطقة التي تحوي أكبر عدد من المسلمين في العالم، 20% يعيشون في الشرق الأوسط وشمال أفريقيا، حيث هو الدين السائد، و15% في أفريقيا جنوب الصحراء. توجد أيضًا جاليات مسلمة كبيرة في الأمريكتين، القوقاز، وسط آسيا، الصين، أوروبا، جنوب شرق آسيا البري، والفلبين وروسيا. الإسلام هو أسرع الأديان الرئيسية نمواً في العالم.

## تسمية
كلمة الإسلام يُبحث عنها في المعجم في «سلم»، وهي مصدر لفعل رباعي هو «أسلم». ويُعرَّف الإسلام لُغويًا بأنه الاستسلام والخضوع والانقياد، والمقصود الاستسلام لأمر الله ونهيه بلا اعتراض، وقيل هو الإذعان والانقياد لله بالطاعة والخلوص من الشرك وترك التمرّد والإباء والعناد ﴿إِذْ قَالَ لَهُ رَبُّهُ أَسْلِمْ قَالَ أَسْلَمْتُ لِرَبِّ الْعَالَمِينَ ۝١٣١﴾ [البقرة:131].
أما معناه الاصطلاحي، فهو الدين الذي جاء به «محمد بن عبد الله»، والذي يؤمن المسلمون بأنه الشريعة التي ختم الله بها الرسالات السماوية. وفي حديث عن «أبي هريرة» أن النبي محمد عرّف الإسلام: «بأن تعبد الله ولا تشرك به شيئا وتقيم الصلاة المكتوبة وتؤتي الزكاة المفروضة وتصوم رمضان وتحج بيت الله».

## الأفكار والعقائد الإسلامية

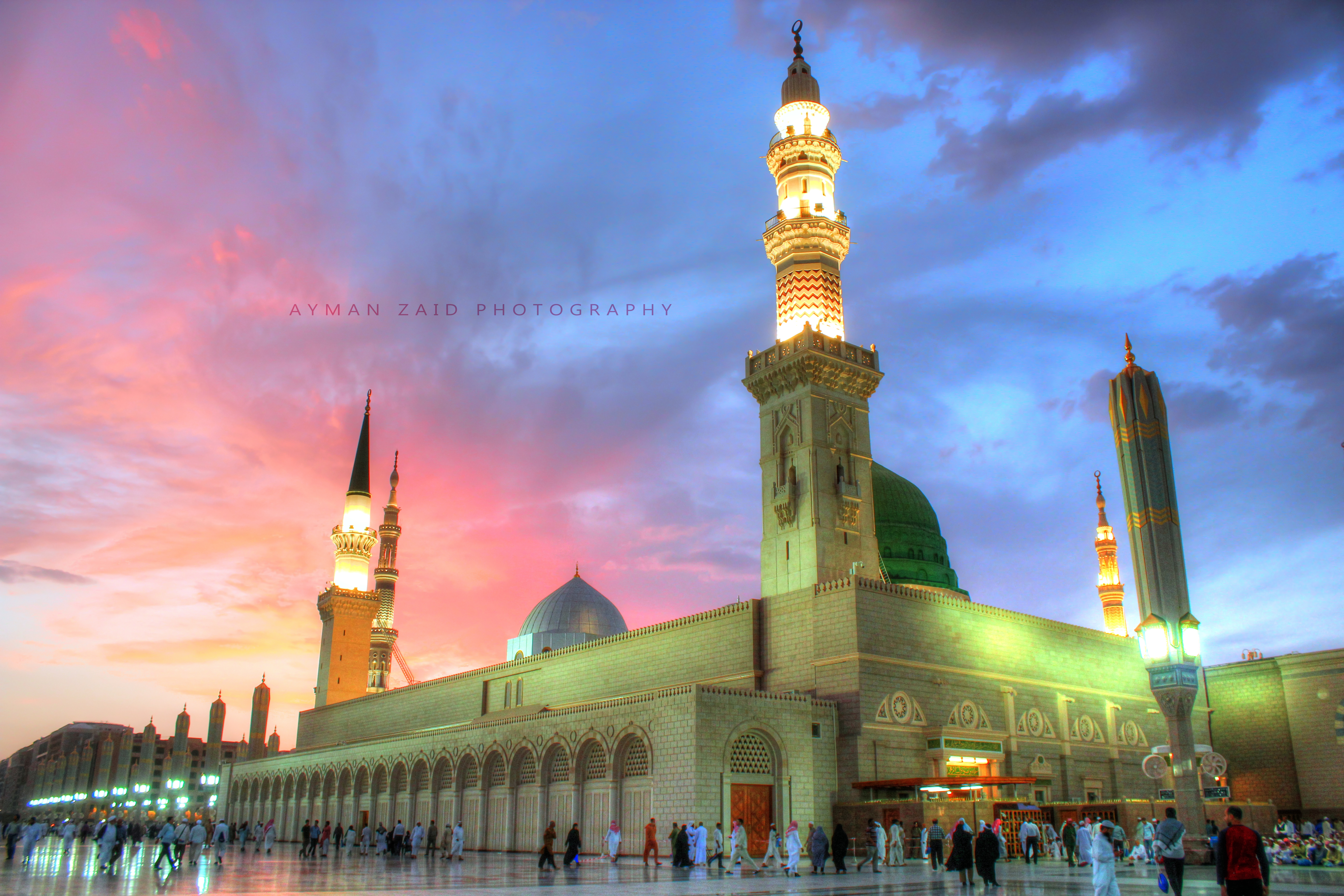
المسجد النبوي في المدينة المنورة.

بحسب القرآن، يؤمن المسلمون بالله وملائكته وكتبه ورسله واليوم الآخر. ويضيف إلى ذلك المسلمين السنّة القدر، إعمالاً بآية قرآنية ﴿إِنَّا كُلَّ شَيْءٍ خَلَقْنَاهُ بِقَدَرٍ ۝٤٩﴾ [القمر:49]، وحديث مروي في كتب الحديث عن الرسول محمد عندما قال أن الإيمان هو: «أن تؤمن بالله، وملائكته، وكتبه، ورسله، واليوم الآخر، وتؤمن بالقدر خيره وشره»، وتطلق الشيعة الإمامية على الركن الأخير تسمية العدل، وتضيف كذلك الإمامة كأصل من أصول الدين.

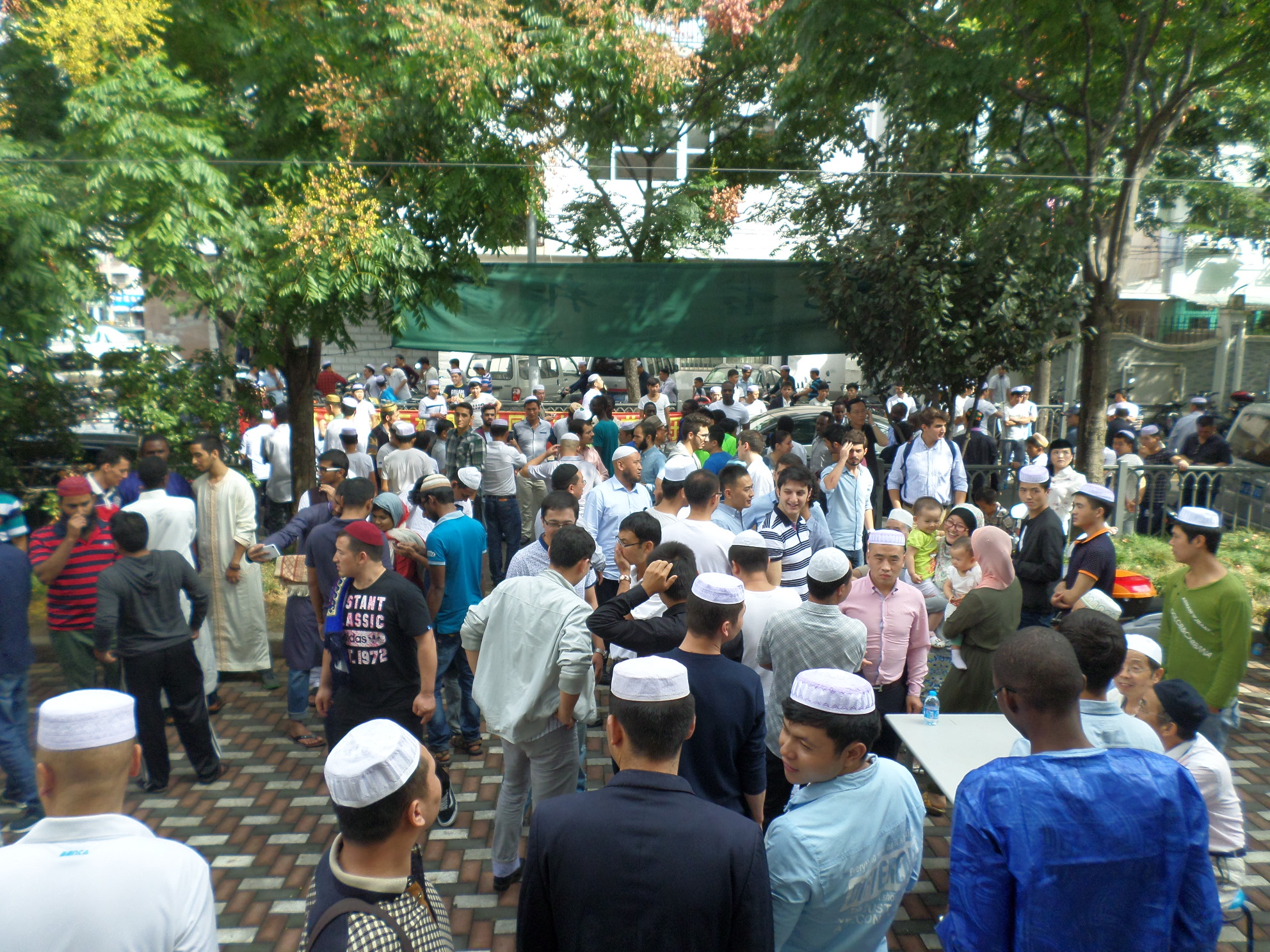
مسلمون صينيون يحتفلون بعيد الأضحي أمام مسجد جيانغوان، منطقة يانغبو، شنغهاي، الصين

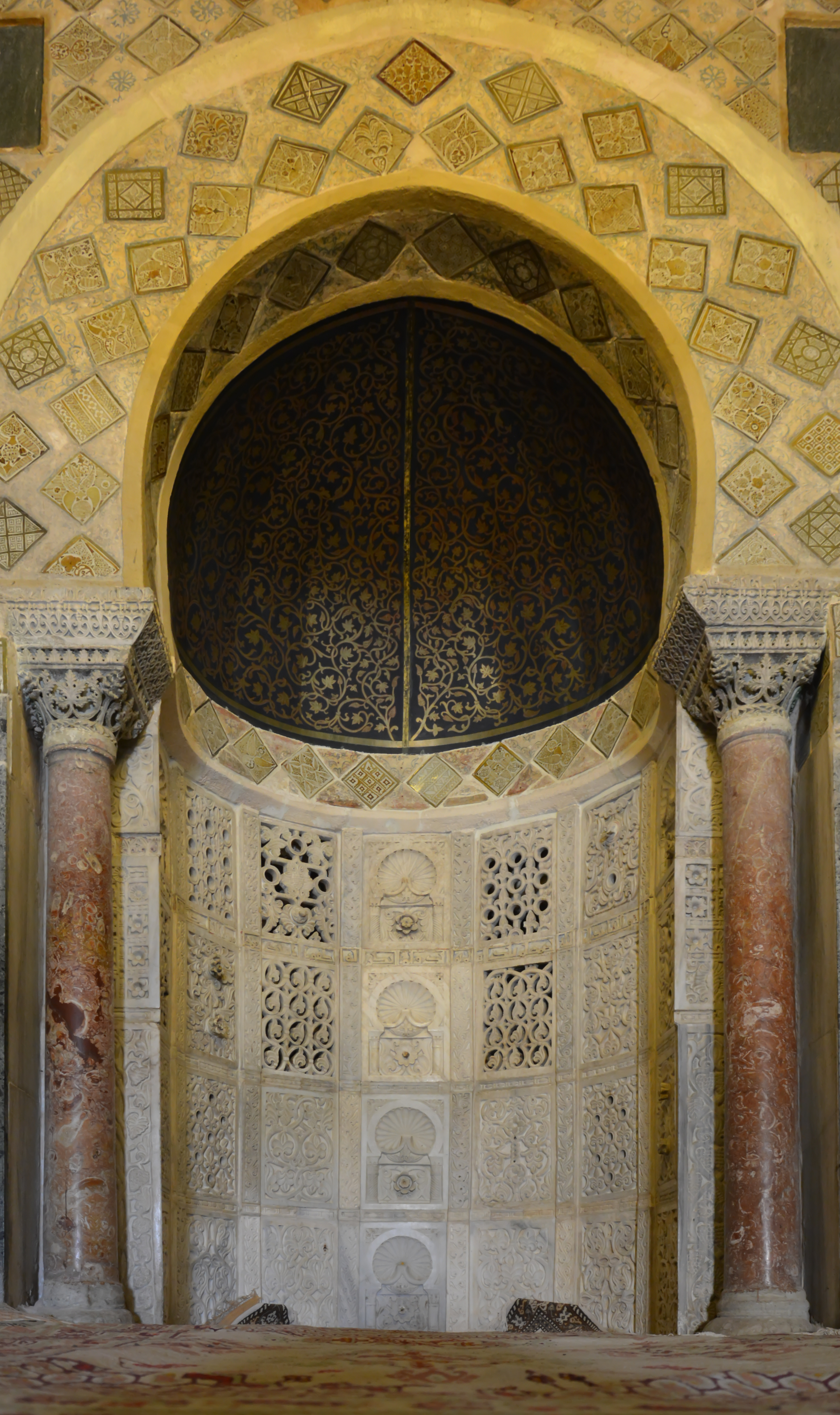
محراب الجامع الكبير بالقيروان، وهو أقدم مكان للعبادة في الغرب الإسلامي. ويعتبر هذا المحراب جوهرة الفن الإسلامي في القرن التاسع الميلادي.

يؤمن المسلمون بأن الله هو الإله الواحد الذي خلق الكون بكل ما فيه، وأوحى القرآن للنبي محمد عن طريق جبريل، ويؤمنون بأنه الرسالة الخاتمة للرسالات التي بعث بها الأنبياء الذين سبقوه. والأنبياء هم بشر من بني آدم اختارهم الله ليكونوا رسله. ويعتقد المسلمون أن الأنبياء هم بشر وليسوا آلهة، وإن كان بعضهم منحه الله القدرة على صنع المعجزات لإثبات نبوتهم. الأنبياء في المعتقد الإسلامي يعتبروا الأقرب إلى الكمال من البشر، وهم من يتلقى الوحي الإلهي، إما مباشرة من الله، أو عن طريق الملائكة. يذكر القرآن أسماء العديد من الأنبياء، بما في ذلك آدم ونوح وإبراهيم وموسى وعيسى وغيرهم. وبحسب القرآن فإن كافة الأنبياء كانوا مسلمين يدعون إلى الإسلام ولكن بشرائع مختلفة. يُعرّف الإسلام في القرآن بأنه «فطرة الله التي فطر الناس عليها»: ﴿فَأَقِمْ وَجْهَكَ لِلدِّينِ حَنِيفًا فِطْرَةَ اللَّهِ الَّتِي فَطَرَ النَّاسَ عَلَيْهَا لَا تَبْدِيلَ لِخَلْقِ اللَّهِ ذَلِكَ الدِّينُ الْقَيِّمُ وَلَكِنَّ أَكْثَرَ النَّاسِ لَا يَعْلَمُونَ ۝٣٠﴾ [الروم:30]،  كما يؤمن المسلمون بأن الحنيفية هي أساس دين إبراهيم. ويرون أن الاختلاف بين الأديان الإبراهيمية في الشريعة فقط وليس في العقيدة وأن شريعة الإسلام ناسخة لما قبلها من الشرائع. أي أن الدين الإسلامي يتكون من العقيدة والشريعة. فأما العقيدة فهي مجموعة المبادئ التي على المسلم أن يؤمن بها وهي ثابتة لا تختلف باختلاف الأنبياء. أما الشريعة فهي اسم للأحكام العملية التي تختلف باختلاف الرسل.

### الله

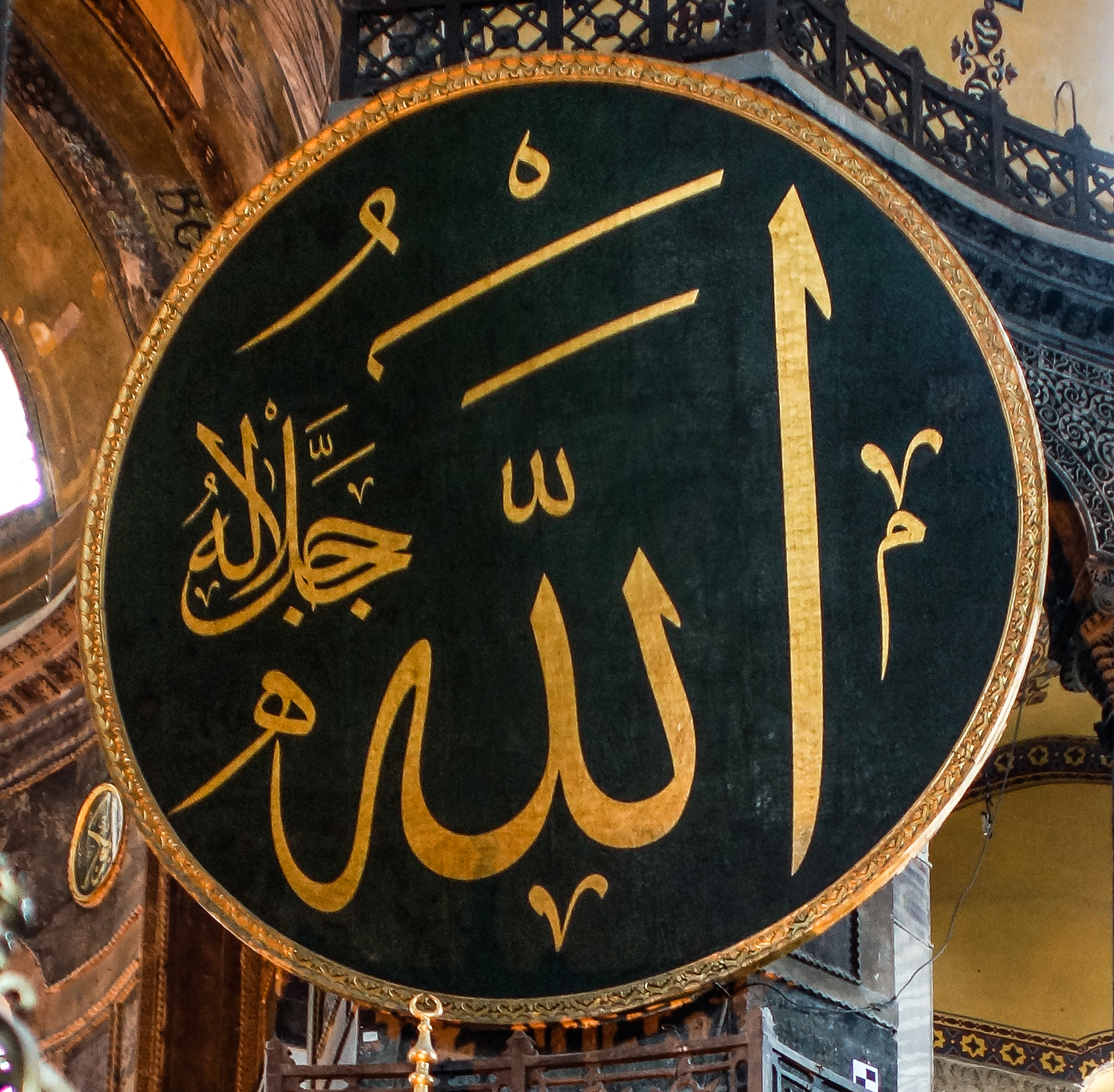
الرسم الإسلامي التقليدي للفظ الجلالة "الله"، في آيا صوفيا باسطنبول.

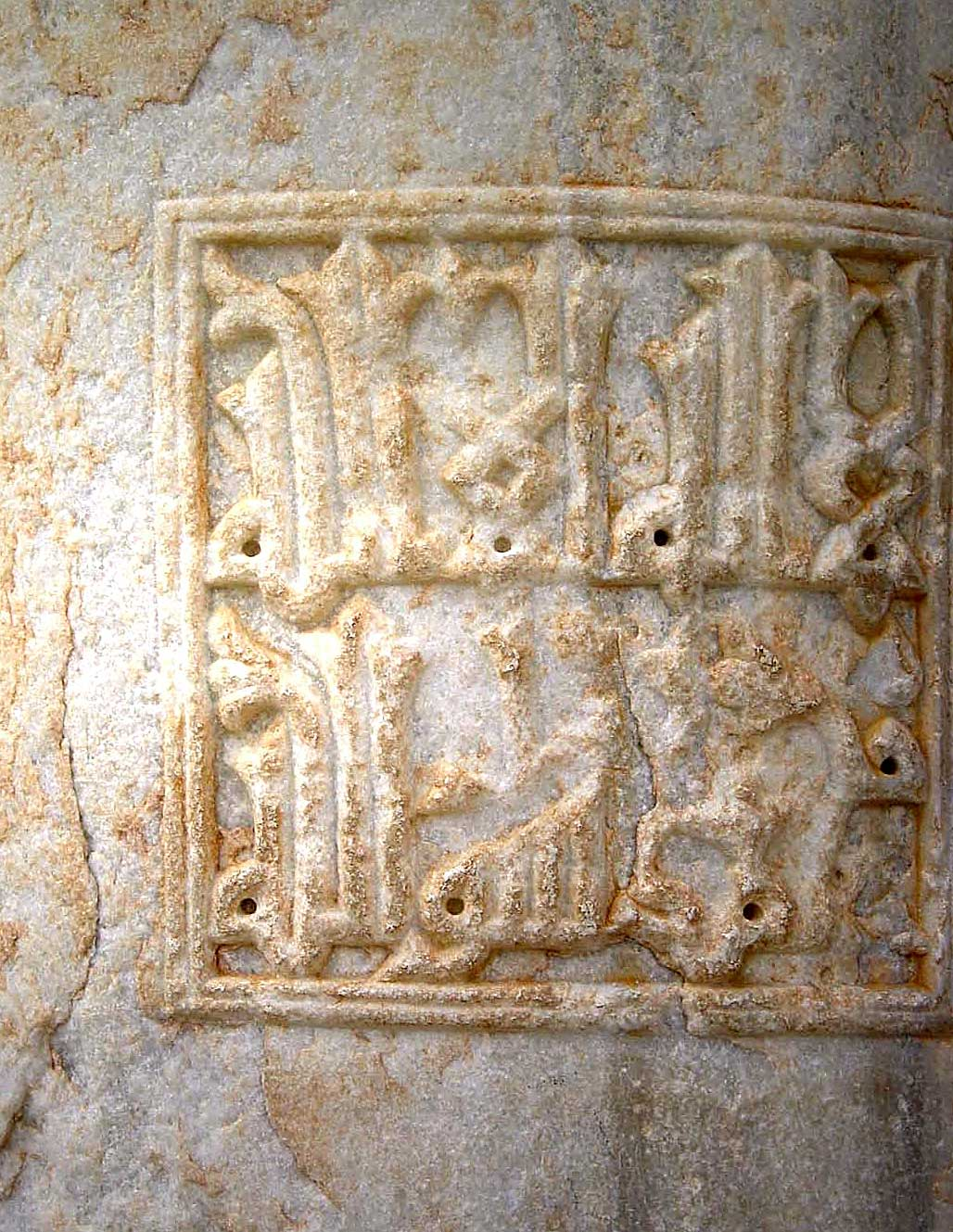
الشهادة منقوشة على عمود بالجامع الكبير بالقيروان بتونس.

يعد أساس الإسلام هو الإيمان بالإله الواحد وهو الله. و أنه أزلي دائم، حي لا يموت، ولا يغفل، عدل لا يظلم، لا شريك له ولا ند، ولا والد ولا ولد، رحمن رحيم، يغفر الذنوب ويقبل التوبة ولا يفرق بين البشر إلا بأعمالهم الصالحة. وهو خالق الكون ومطلع على كل شيء فيه ومتحكم به. وفي المعتقد الإسلامي؛ الله ليس كمثله شيء وهو الأول والأخر والظاهر والباطن وهو بكل شئ عليم، أي أنه مغاير تمامًا لكل مخلوقاته وبعيد عن تخيلات البشر، لهذا فلا يوجد له صورة أو مجسم، إنما يؤمن المسلمون بوجوده ويعبدونه دون أن يروه، وهو نفسه إله بني إسرائيل ﴿وَجَاوَزْنَا بِبَنِي إِسْرَائِيلَ الْبَحْرَ فَأَتْبَعَهُمْ فِرْعَوْنُ وَجُنُودُهُ بَغْيًا وَعَدْوًا حَتَّى إِذَا أَدْرَكَهُ الْغَرَقُ قَالَ آمَنْتُ أَنَّهُ لَا إِلَهَ إِلَّا الَّذِي آمَنَتْ بِهِ بَنُو إِسْرَائِيلَ وَأَنَا مِنَ الْمُسْلِمِينَ ۝٩٠﴾ [يونس:90]. كما أن الله في الإسلام واحد أحد وشخص واحد وليس عدة أشخاص، لهذا يرفض المسلمون عقيدة الثالوث المسيحي بوجود الله في ثلاثة أقانيم، فضلاً عن رفض ألوهية المسيح الذي هو بشر رسول في العقيدة الإسلامية، ومن أهم السور التي يستدل المسلمون بها على ذلك، سورة الإخلاص: ﴿قُلْ هُوَ اللَّهُ أَحَدٌ ۝١ اللَّهُ الصَّمَدُ ۝٢ لَمْ يَلِدْ وَلَمْ يُولَدْ ۝٣ وَلَمْ يَكُنْ لَهُ كُفُوًا أَحَدٌ ۝٤﴾ [الإخلاص:1–4].
يقول بعض الباحثين أن كلمة «الله» العربية المستخدمة إسلاميًا للدلالة على ذات الرب، إنما هي مكونة من قسمين: «الـ» و«إله»، بينما يقول أخرون أن جذورها آرامية ترجع لكلمة «آلوها». ولله في الإسلام عدة أسماء وردت في القرآن، وهناك تسعة وتسعين اسمًا اشتهرت عند المسلمين السنة باسم «أسماء الله الحسنى»، وهي أسماء مدح وحمد وثناء وتمجيد لله وردت في القرآن أو على لسان أحد من الرسل وفق المعتقد السني، ومنها: الملك، القدّوس، السلام، المؤمن، المهيمن، العزيز، الجبّار، القابض، الباسط، الوكيل، الأول، الرؤوف، ذو الجلال والإكرام، وغيرها. والحقيقة أن هناك خلاف حول عدد الأسماء الحسنى بين علماء السنة، وخلاف حول الأسماء الحسنى ذاتها. إلا أن البعض رجح أن عددها تسعة وتسعين وفقًا لحديث أورده البخاري عن الرسول محمد أنه قال: «إن لله تسعة وتسعين اسمًا، مئةً إلا واحدًا، من أحصاها دخل الجنة».

### الملائكة

مسجد قبة الصخرة حيث تم معراج النبي محمد للسماء السابعة خلال رحلة الإسراء والمعراج.

يعد الإيمان بالملائكة أحد أساسيات الإسلام. وفقًا للقرآن، فإن الملائكة لا تملك الإرادة الحرة، إنما خلقوا لطاعة الله وتسبيحه وتنفيذ أوامره، فهم لا يأكلون ولا يشربون ولا يتناسلون، بل عباد مكرمون لا يعصون الله ما أمرهم ويفعلون ما يؤمرون. تشمل مهام الملائكة توصيل الوحي، حمل عرش الله، تمجيد الله، تدوين أعمال الشخص من سيئات وحسنات وقبض روحه حين وفاته وغيرها. ويؤمن المسلمون أن الله خلق الملائكة من نور كما خلق الجان من نار، وخلق آدم من طين، وأنها ذات أجنحة يطيرون بها ليبلغوا ما أمروا به سريعًا، وأجنحة الملائكة «مَثْنَى وَثُلاثَ وَرُبَاعَ» ومنهم من له أكثر من ذلك، ففي الحديث أن النبي محمد رأى جبريل ليلة الإسراء وله ستمئة جناح.
كذلك يؤمن المسلمون أن الكائنات جميعًا ترى الملائكة إلا الإنسان، لقول النبي محمد: "إِذَا سَمِعْتُمْ صِيَاحَ الدِّيَكَةِ فَاسْأَلُوا اللَّهَ مِنْ فَضْلِهِ فَإِنَّهَا رَأَتْ مَلَكًا وَإِذَا سَمِعْتُمْ نَهِيقَ الْحِمَارِ فَتَعَوَّذُوا بِاللَّهِ مِنَ الشَّيْطَانِ فَإِنَّهَا رَأَتْ شَيْطَانًا". ومن الملائكة المذكورة في القرآن بأسمائها: جبريل وميكائيل، وذلك في سورة البقرة: ﴿مَنْ كَانَ عَدُوًّا لِلَّهِ وَمَلَائِكَتِهِ وَرُسُلِهِ وَجِبْرِيلَ وَمِيكَالَ فَإِنَّ اللَّهَ عَدُوٌّ لِلْكَافِرِينَ ۝٩٨﴾ [البقرة:98]، وهاروت وماروت في نفس السورة: ﴿وَاتَّبَعُوا مَا تَتْلُو الشَّيَاطِينُ عَلَى مُلْكِ سُلَيْمَانَ وَمَا كَفَرَ سُلَيْمَانُ وَلَكِنَّ الشَّيَاطِينَ كَفَرُوا يُعَلِّمُونَ النَّاسَ السِّحْرَ وَمَا أُنْزِلَ عَلَى الْمَلَكَيْنِ بِبَابِلَ هَارُوتَ وَمَارُوتَ وَمَا يُعَلِّمَانِ مِنْ أَحَدٍ حَتَّى يَقُولَا إِنَّمَا نَحْنُ فِتْنَةٌ فَلَا تَكْفُرْ فَيَتَعَلَّمُونَ مِنْهُمَا مَا يُفَرِّقُونَ بِهِ بَيْنَ الْمَرْءِ وَزَوْجِهِ وَمَا هُمْ بِضَارِّينَ بِهِ مِنْ أَحَدٍ إِلَّا بِإِذْنِ اللَّهِ وَيَتَعَلَّمُونَ مَا يَضُرُّهُمْ وَلَا يَنْفَعُهُمْ وَلَقَدْ عَلِمُوا لَمَنِ اشْتَرَاهُ مَا لَهُ فِي الْآخِرَةِ مِنْ خَلَاقٍ وَلَبِئْسَ مَا شَرَوْا بِهِ أَنْفُسَهُمْ لَوْ كَانُوا يَعْلَمُونَ ۝١٠٢﴾ [البقرة:102]، وملك الموت، الذي لم يذكر له اسم آخر في القرآن، في سورة السجدة: ﴿قُلْ يَتَوَفَّاكُمْ مَلَكُ الْمَوْتِ الَّذِي وُكِّلَ بِكُمْ ثُمَّ إِلَى رَبِّكُمْ تُرْجَعُونَ ۝١١﴾ [السجدة:11]. ومن الملائكة الأخرى المذكورة بدون اسم في القرآن: إسرافيل، رضوان، الزبانية، حملة العرش، الحفظة، والكرام الكاتبون. ولا يرمز المسلمون إلى الملائكة بأسمائها فقط احترامًا لها، بل يعظموها ويسلمون عليها، فيقولون على سبيل المثال: «جبريل» أو «جبريل عليه السلام».

### الكتب المقدسة

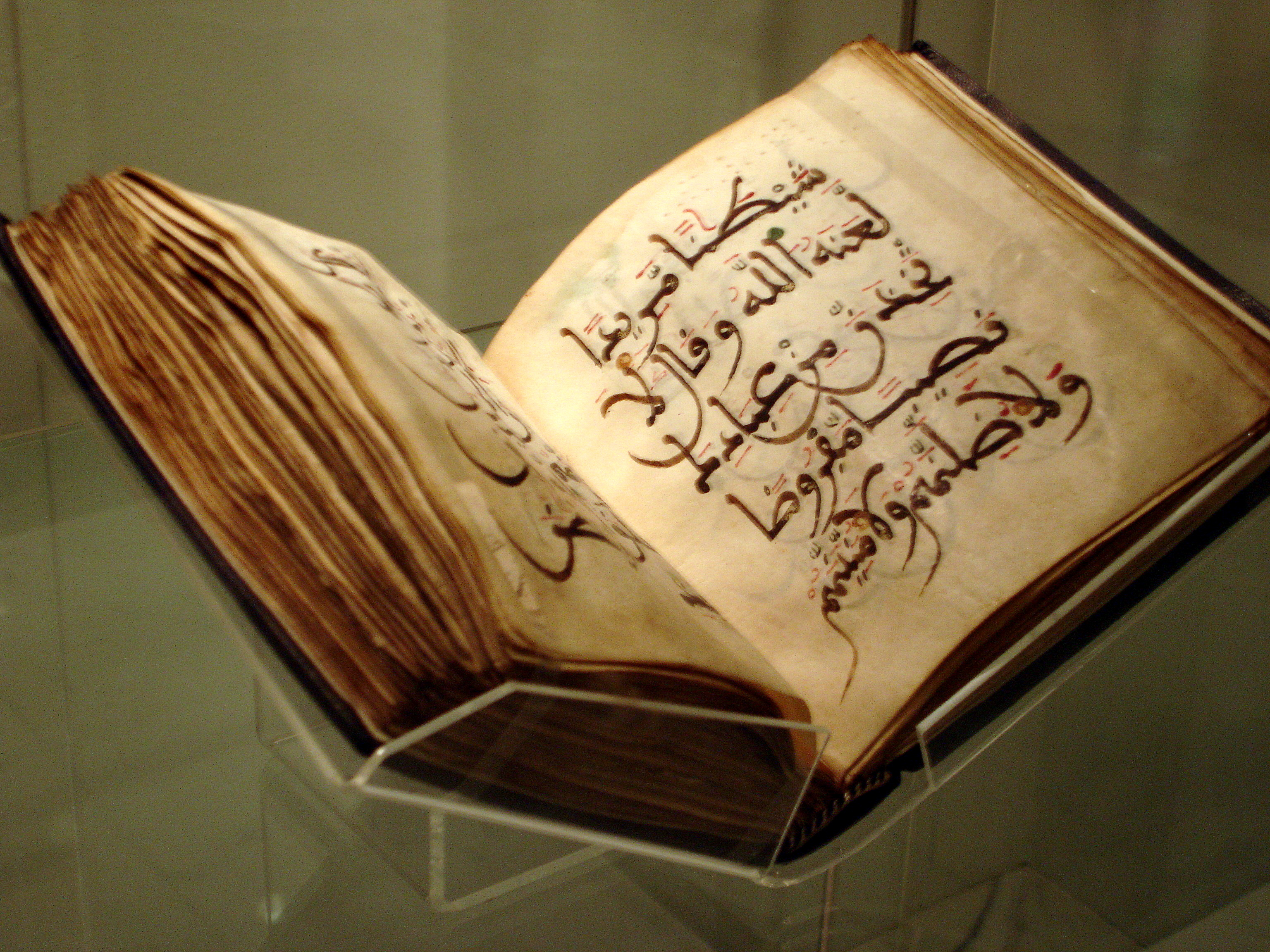
القرآن الكريم.

يعتبر المسلمون أن القرآن كلام الله الحرفي. وأن آياته أنزلت، بلسان عربيّ مبين، على محمد من الله عن طريق المَلَك جبريل في مناسبات عديدة منذ بعثته حوالي عام 610م حتى وفاته في 8 يونيو سنة 632م. وقد تم تدوين القرآن بواسطة بعض صحابة محمد في حياته، إلا أنه لم يتم جمعه في كتاب واحد في ذلك الحين. وقد جُمع القرآن في كتاب واحد لأول مرة في زمن أبي بكر الصديق، الخليفة الأول، ثم تم نسخه في عدة نسخ وتوزيعها علي مختلف الأمصار المسلمة في عهد عثمان بن عفان، الخليفة الثالث. ويؤمن المسلمون بأن القرآن لم يتغير وبأن الله قد تكفل بحفظه. ويجمع المسلمون بمختلف طوائفهم على نسخة واحدة منه حتى الآن.

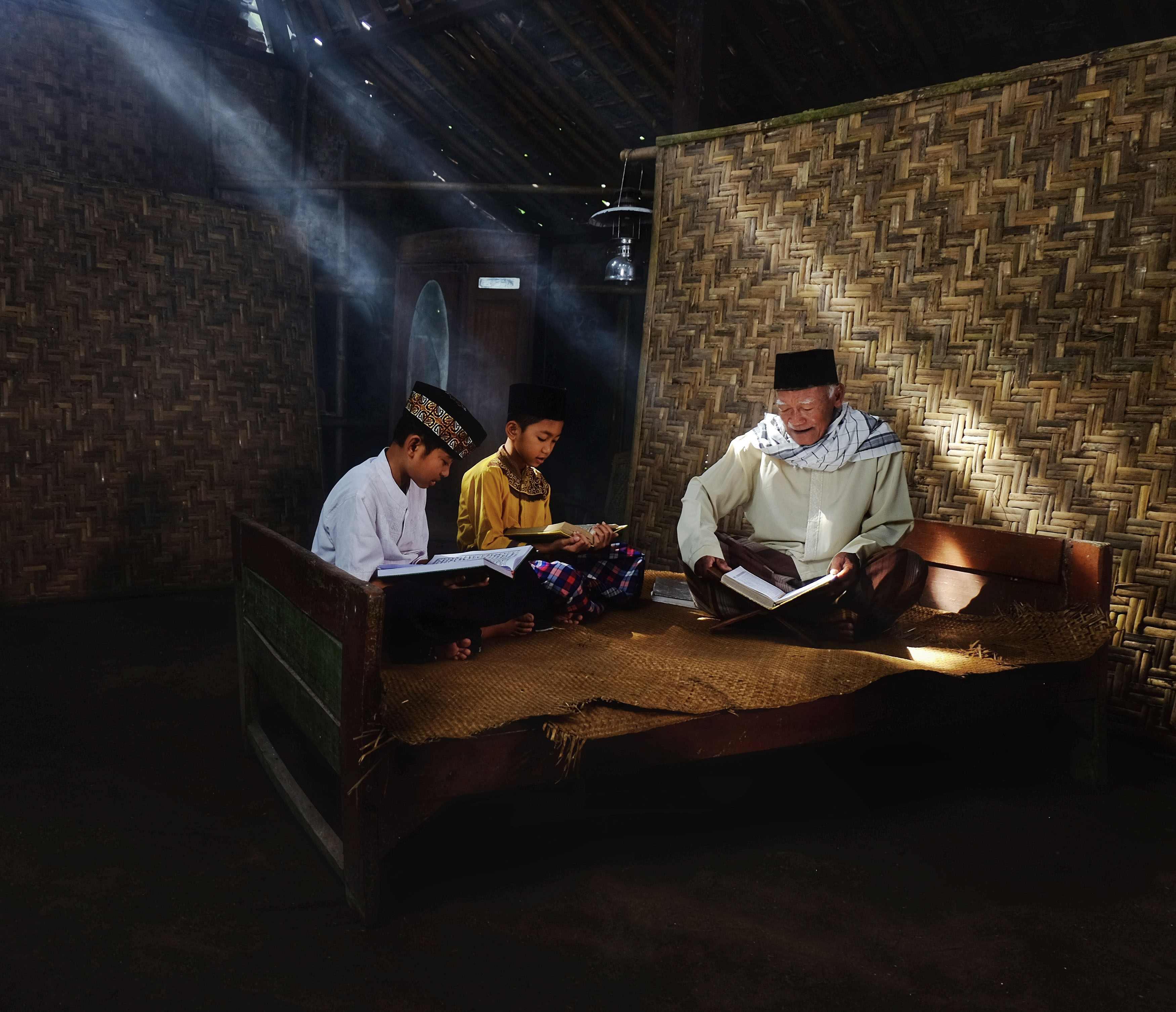
شيخ يحفظ القرآن للأطفال في إندونيسيا.

ينقسم القرآن إلى 114 سورة، ويحتوي على 6236 آية. ويوجد بالقرآن آيات مكية وأخرى مدنية. فأما المكية فهي التي نزلت قبل الهجرة، وكانت تركز أساسًا على بناء العقيدة والإيمان وكذلك المواضيع الأخلاقية والروحية. أما الآيات المدنية اللاحقة فنزلت بعد الهجرة وتهتم بالتشريع والأحكام وبمناقشة القضايا الاجتماعية والأخلاقية اللازمة لبناء المجتمع المسلم خصوصًا والبشري عمومًا. والقرآن أكثر انشغالاً بالتوجيه المعنوي من التعليمات القانونية، ويعتبر الكتاب المرجعي «للمبادئ والقيم الإسلامية». ويعتبر معظم المسلمين أن القرآن إلى جانب السنة النبوية هما المصدران الأساسيان للتشريع الإسلامي. كلمة القرآن مشتقة من «القراءة»، وتعتبر قراءة القرآن أحد أهم العبادات في الإسلام، ويُقرأ القرآن باللغة العربية ولا يجوز تلاوته للتعبد بلغة أخرى. وعلى الرغم من وجود نسخ مترجمة من القرآن بمختلف لغات العالم، إلا أنها لا تسمى «قرآنا» ولا تعدو مجرد كونها تفاسير لمعاني القرآن باللغات الأخرى، حيث تستمد قدسية القرآن من حرفيته، وهو ما لا يتاح في الترجمة بسبب الاختلافات اللغوية وأخطاء المترجمين.
وكما يؤمن المسلمون بالقرآن فإنهم كذلك يؤمنون بأن الكتب السابقة على نزول القرآن نزلت من عند الله على بعض الأنبياء، كالتوراة التي نزلت على موسى، والزبور المنزل على داود، وصحف إبراهيم، والإنجيل المنزل على المسيح عيسى بن مريم، ويعتقدون أن القرآن ناسخ وملغي لما فيها من شرائع، كما يعتقدون أن النسخ الحالية لهذه الكتب طرأ عليها التحريف، والإيمان بهذه الكتب شرط في الإيمان عند المسلمين ومن جحد نزولها يعد كافرًا. ومن الآيات التي يستدل بها المسلمون على ذلك، الآيات التي وردت في سورة المائدة: ﴿إِنَّا أَنْزَلْنَا التَّوْرَاةَ فِيهَا هُدًى وَنُورٌ يَحْكُمُ بِهَا النَّبِيُّونَ الَّذِينَ أَسْلَمُوا لِلَّذِينَ هَادُوا وَالرَّبَّانِيُّونَ وَالْأَحْبَارُ بِمَا اسْتُحْفِظُوا مِنْ كِتَابِ اللَّهِ وَكَانُوا عَلَيْهِ شُهَدَاءَ فَلَا تَخْشَوُا النَّاسَ وَاخْشَوْنِ وَلَا تَشْتَرُوا بِآيَاتِي ثَمَنًا قَلِيلًا وَمَنْ لَمْ يَحْكُمْ بِمَا أَنْزَلَ اللَّهُ فَأُولَئِكَ هُمُ الْكَافِرُونَ ۝٤٤ وَكَتَبْنَا عَلَيْهِمْ فِيهَا أَنَّ النَّفْسَ بِالنَّفْسِ وَالْعَيْنَ بِالْعَيْنِ وَالْأَنْفَ بِالْأَنْفِ وَالْأُذُنَ بِالْأُذُنِ وَالسِّنَّ بِالسِّنِّ وَالْجُرُوحَ قِصَاصٌ فَمَنْ تَصَدَّقَ بِهِ فَهُوَ كَفَّارَةٌ لَهُ وَمَنْ لَمْ يَحْكُمْ بِمَا أَنْزَلَ اللَّهُ فَأُولَئِكَ هُمُ الظَّالِمُونَ ۝٤٥ وَقَفَّيْنَا عَلَى آثَارِهِمْ بِعِيسَى ابْنِ مَرْيَمَ مُصَدِّقًا لِمَا بَيْنَ يَدَيْهِ مِنَ التَّوْرَاةِ وَآتَيْنَاهُ الْإِنْجِيلَ فِيهِ هُدًى وَنُورٌ وَمُصَدِّقًا لِمَا بَيْنَ يَدَيْهِ مِنَ التَّوْرَاةِ وَهُدًى وَمَوْعِظَةً لِلْمُتَّقِينَ ۝٤٦ وَلْيَحْكُمْ أَهْلُ الْإِنْجِيلِ بِمَا أَنْزَلَ اللَّهُ فِيهِ وَمَنْ لَمْ يَحْكُمْ بِمَا أَنْزَلَ اللَّهُ فَأُولَئِكَ هُمُ الْفَاسِقُونَ ۝٤٧ وَأَنْزَلْنَا إِلَيْكَ الْكِتَابَ بِالْحَقِّ مُصَدِّقًا لِمَا بَيْنَ يَدَيْهِ مِنَ الْكِتَابِ وَمُهَيْمِنًا عَلَيْهِ فَاحْكُمْ بَيْنَهُمْ بِمَا أَنْزَلَ اللَّهُ وَلَا تَتَّبِعْ أَهْوَاءَهُمْ عَمَّا جَاءَكَ مِنَ الْحَقِّ لِكُلٍّ جَعَلْنَا مِنْكُمْ شِرْعَةً وَمِنْهَاجًا وَلَوْ شَاءَ اللَّهُ لَجَعَلَكُمْ أُمَّةً وَاحِدَةً وَلَكِنْ لِيَبْلُوَكُمْ فِي مَا آتَاكُمْ فَاسْتَبِقُوا الْخَيْرَاتِ إِلَى اللَّهِ مَرْجِعُكُمْ جَمِيعًا فَيُنَبِّئُكُمْ بِمَا كُنْتُمْ فِيهِ تَخْتَلِفُونَ ۝٤٨﴾ [المائدة:44–48].

### الرسل والأنبياء

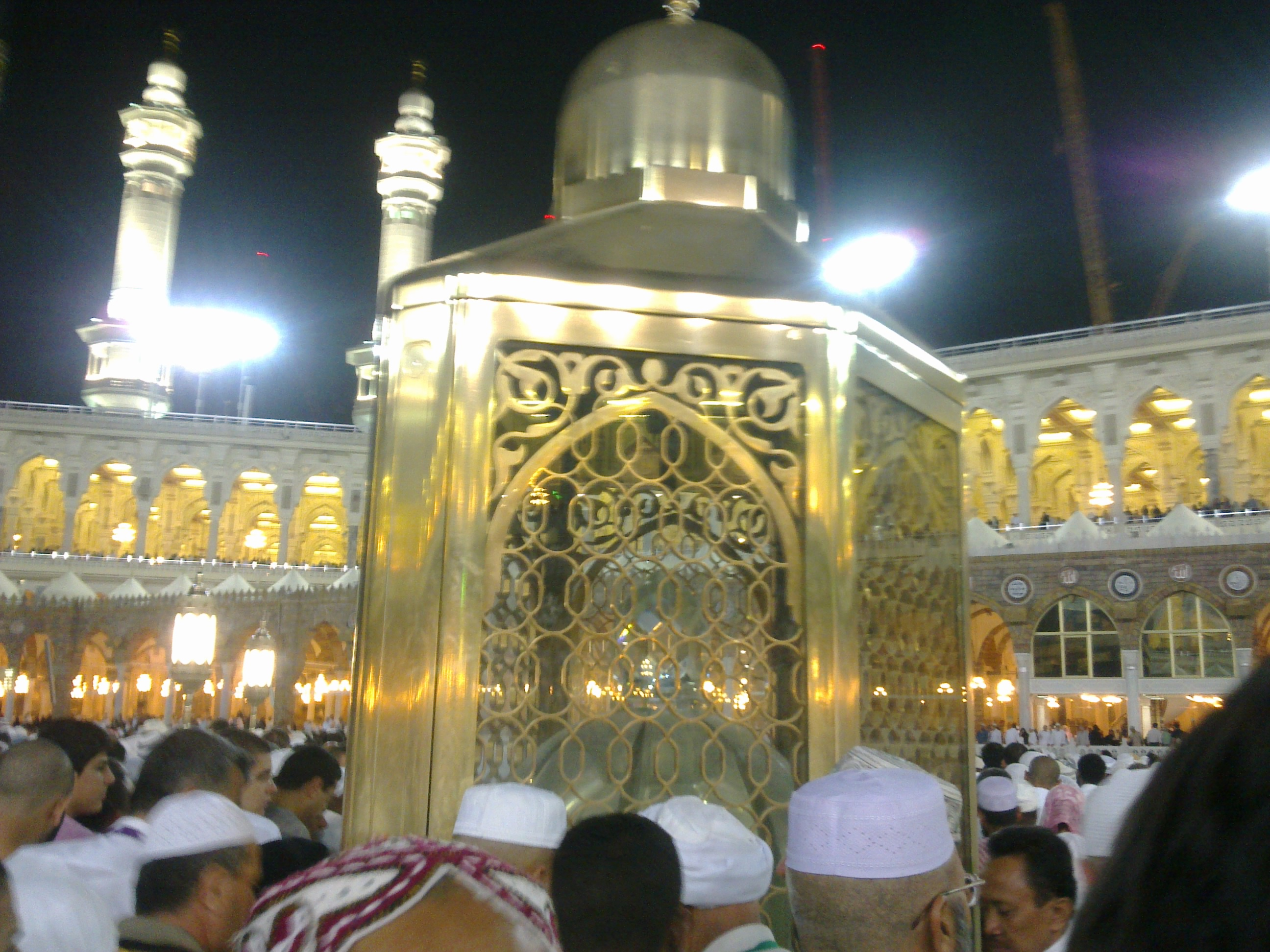
مقام إبراهيم.

يُعرّف الأنبياء في الإسلام بأنهم أشخاص اصطفاهم الله ليكونوا رسله للناس، وهم مجرد بشر لكن الله يعطيهم القدرة على عمل المعجزات لإثبات نبوتهم، فمعجزة النبي سليمان على سبيل المثال كانت التحدث بلغة الطيور ورؤية الجان، ومعجزة المسيح عيسى ابن مريم كانت الولادة بدون أب وإبراء المرضى وإقامة الموتى وكلامه وهو ما زال رضيعًا، أما معجزة محمد فهو القرآن بحد ذاته. ويعتقد المسلمون بأن كل الأنبياء كانوا يدعون إلى دين الإسلام ولكن برسالات مختلفة، أي أنهم دعوا إلى ذات المبادئ التي يدعوا إليها الإسلام ولكن وفق ما دعت إليه ظروف عصرهم وأحوال شعبهم، وكانت آخر هذه الرسالات رسالة محمد بن عبد الله الذي يعتبرها المسلمون الرسالة الخاتمة وأنه لا أنبياء بعده. ومحمد هو نبي الإسلام، ولا ينظر إليه المسلمون باعتباره مؤسسًا لدين جديد، ولكن مرمم ومجدد للإسلام الأصلي، وعقيدة التوحيد التي أنزلها الله على الأنبياء من قبل كآدم وإبراهيم وموسى وعيسى وغيرهم. يُنظر إلى محمد في التقاليد الإسلامية، على أنه آخر وأعظم الأنبياء.

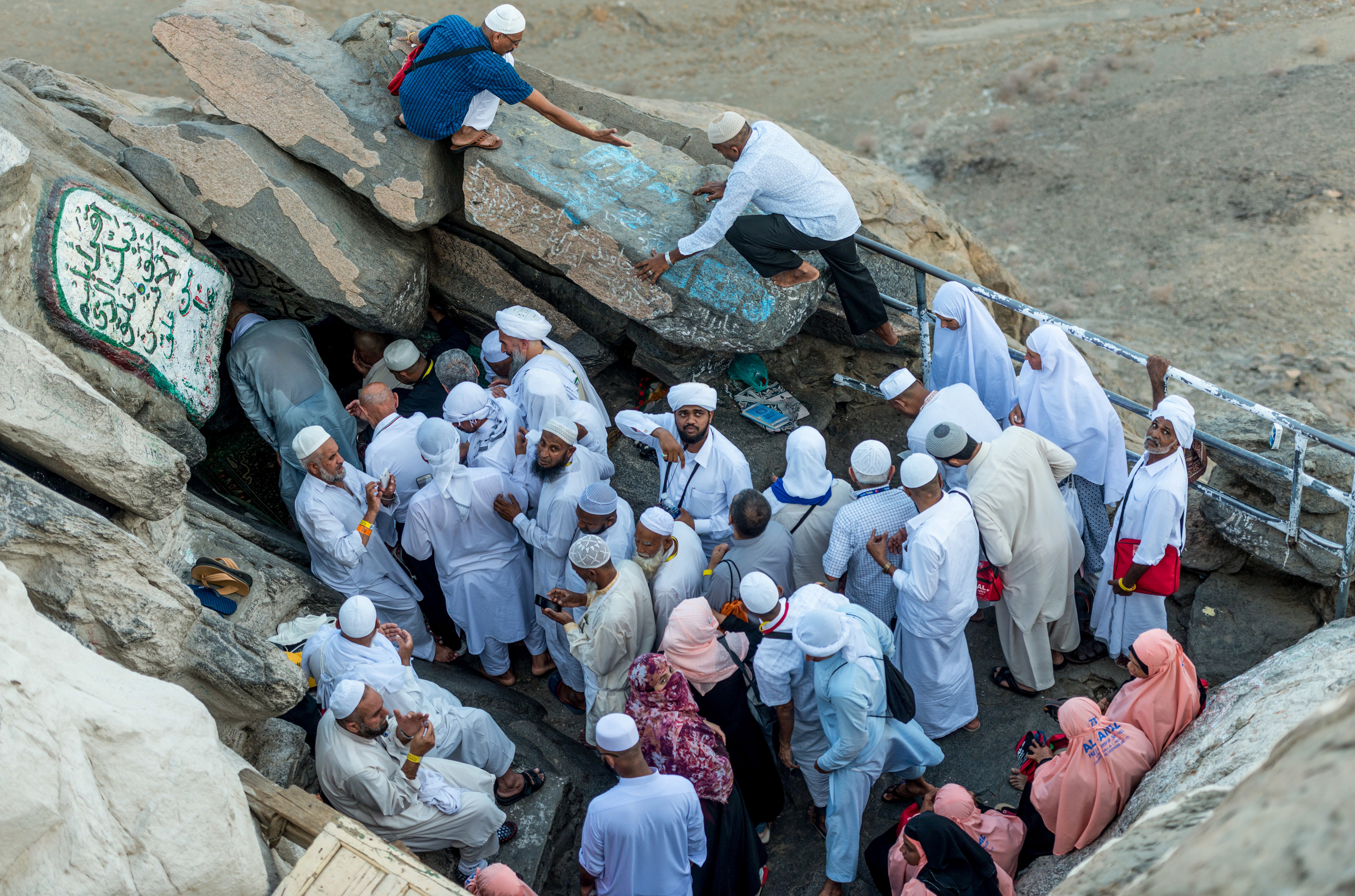
غار حراء.

على مدى السنوات الثلاث والعشرين الأخيرة من حياته، أي ابتداء من سن الأربعين، تلقي محمد الوحي من الله عن طريق الملك جبريل، وهو القرآن، وتم حفظه وتسجيله من قبل أتباعه. وكما يؤمن المسلمون بمحمد فإنهم يؤمنون بآدم ونوح وإبراهيم وموسى وداود وسليمان وعيسى المسيح وغيرهم كأنبياء من عند الله. والرسل في الإسلام يمثلون الكمال الإنساني في أرقى صوره وهم أطهر البشر قلوبًا وأزكاهم أخلاقًا وأقواهم قريحة وعقلاً، ويعتقد المسلمون أن الله اصطفى آل إبراهيم وبعث من ذريته جميع الرسل وصولاً إلى محمد ليدعوا الناس إلى عبادته ولا يشركوا به شيئا.
ورد في القرآن ذكر لخمسة وعشرين نبيًا، بعضهم ذُكر في الإنجيل والتوراة بنفس الاسم، كالنبي إبراهيم وإسحق ويعقوب ويوسف وآدم، والبعض ذُكر تحت أسماء أخرى مثل النبي يحيى، الذي يُدعى «يوحنا المعمدان» في الكتاب المقدس، وبعضهم ذُكر في تلك الكتب ولم يُذكر في القرآن وإنما ذُكر في الحديث النبوي، مثل النبي دانيال. ويُعظم المسلمون الأنبياء ويسلمون عليهم ولا يدعوهم بأسمائهم المجردة احترامًا وتقديرًا لهم، فيقولون على سبيل المثال: «محمد» صلى الله عليه وسلم، «عيسى المسيح» عليه السلام، «أبانا آدم» عليه السلام، اعتقادًا أن آدم هو أبو البشر كما ورد أيضًا في الكتاب المقدس. يرفض المسلمين السنة تصوير الأنبياء والرسل في أي شكل، سواء في رسم أو تمثال أو تقمص أحد الناس لشخصيتهم في عمل تمثيلي، في حين يبيح الشيعة رسم الأنبياء، وتوجد عدة رسوم فارسية لمحمد والأئمة والملائكة. وقد وردت بعض الأحاديث التي تفيد بهيئة بعض الأنبياء.

### يوم القيامة

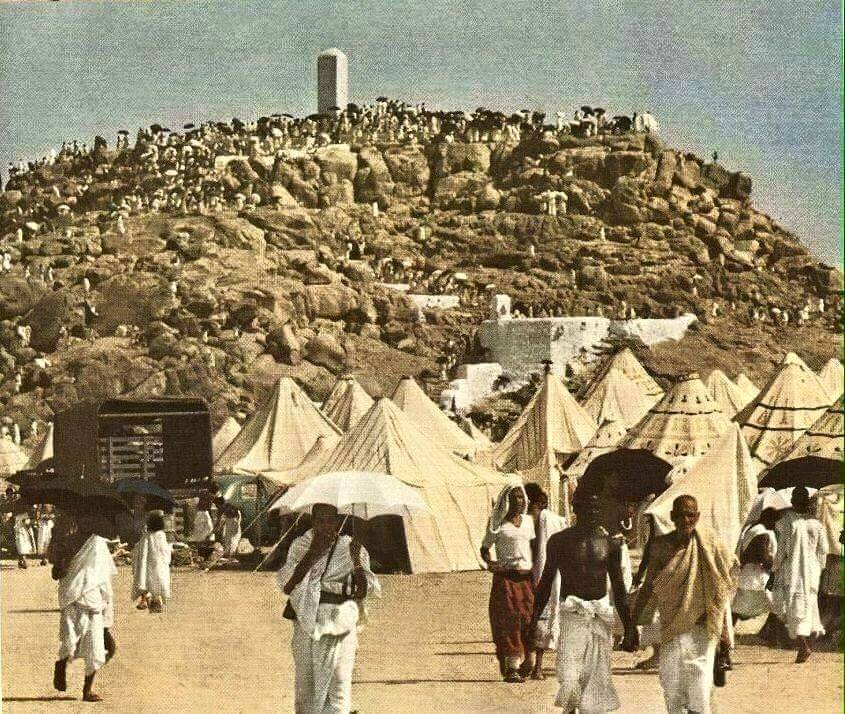
جبل عرفات، الواقع في مكة المكرمة، المملكة العربية السعودية، هو أبرز معالم الحج. يتوافد إليه المسلمون من جميع أنحاء العالم سنويًا.

يوم القيامة، أو يوم الدين، أو اليوم الآخر، أو غيرها من الأسماء التي وردت في القرآن، هو يوم الحساب في العقيدة الإسلامية. وفيه نهاية العالم والحياة الدنيا ويجمع الله جميع الناس لمحاسبتهم على أعمالهم ومن ثم يكون مثواهم الجنة أو النار. حيث يدخل الجنة -وهي النعيم في العقيدة الإسلامية- من آمن بالله وحده وكانت أعماله صالحة ﴿إِنَّ الْمُتَّقِينَ فِي جَنَّاتٍ وَنَعِيمٍ ۝١٧﴾ [الطور:17]، ويُعذب في جهنم -وهي الجحيم في الإسلام- من كفر وأشرك بالله ومن كانت أعماله سيئة في الحياة الدنيا ﴿يَوْمَ يُدَعُّونَ إِلَى نَارِ جَهَنَّمَ دَعًّا ۝١٣ هَذِهِ النَّارُ الَّتِي كُنْتُمْ بِهَا تُكَذِّبُونَ ۝١٤ أَفَسِحْرٌ هَذَا أَمْ أَنْتُمْ لَا تُبْصِرُونَ ۝١٥ اصْلَوْهَا فَاصْبِرُوا أَوْ لَا تَصْبِرُوا سَوَاءٌ عَلَيْكُمْ إِنَّمَا تُجْزَوْنَ مَا كُنْتُمْ تَعْمَلُونَ ۝١٦﴾ [الطور:13–16]. ويتناول القرآن والأحاديث وصف أحداث يوم القيامة وأهوالها، وعلامات اقترابها. كما يصف النعيم في الجنة والمتع التي يتمتع بها المرء هناك، كذلك يصف عذاب جهنم ومعاناة المذنبين فيها. يذكر في القرآن أن الله وحده يعلم موعد قيام الساعة، ولا يعلمها أحد من خلقه، وأن الساعة تأتي بغتة دون توقع من أحد. ويؤمن المسلمون السنة أن هناك علامات ليوم القيامة تنقسم إلى جزئين: العلامات الصغرى والعلامات الكبرى. ويذكر القرآن أهوال يوم القيامة، منها ما جاء في سورة التكوير: ﴿إِذَا الشَّمْسُ كُوِّرَتْ ۝١ وَإِذَا النُّجُومُ انْكَدَرَتْ ۝٢ وَإِذَا الْجِبَالُ سُيِّرَتْ ۝٣ وَإِذَا الْعِشَارُ عُطِّلَتْ ۝٤ وَإِذَا الْوُحُوشُ حُشِرَتْ ۝٥ وَإِذَا الْبِحَارُ سُجِّرَتْ ۝٦ وَإِذَا النُّفُوسُ زُوِّجَتْ ۝٧ وَإِذَا الْمَوْءُودَةُ سُئِلَتْ ۝٨ بِأَيِّ ذَنْبٍ قُتِلَتْ ۝٩﴾ [التكوير:1–9]، وسورة الانفطار ﴿إِذَا السَّمَاءُ انْفَطَرَتْ ۝١ وَإِذَا الْكَوَاكِبُ انْتَثَرَتْ ۝٢ وَإِذَا الْبِحَارُ فُجِّرَتْ ۝٣ وَإِذَا الْقُبُورُ بُعْثِرَتْ ۝٤ عَلِمَتْ نَفْسٌ مَا قَدَّمَتْ وَأَخَّرَتْ ۝٥﴾ [الانفطار:1–5].

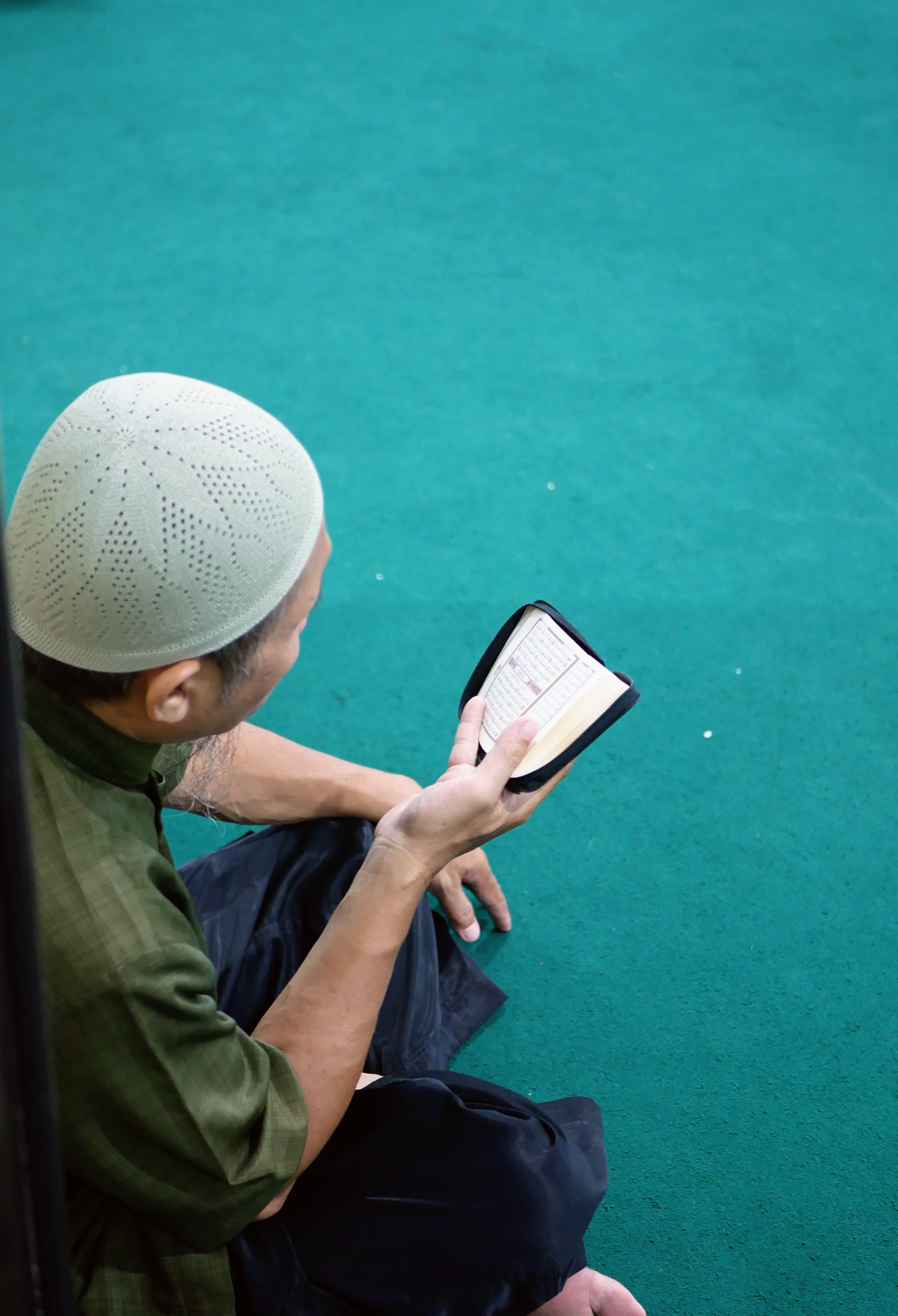
مسلم يقرأ القرآن في المسجد.

### القضاء والقدر
يؤمن المسلمون السنة أن كل شيء مقدر سلفًا من قبل خالق البشر، وكل الأقدار قد تم كتابتها عند الله في اللوح المحفوظ قبل خلق الخلق أو خلق آدم. وأن كل ما يقع في هذا الكون فهو بتقدير ومشيئة الله، وفقًا لما جاء في الكتاب والسنّة وما استدل به علماء الدين الإسلامي. وعلى الرغم من أن الأحداث مقدرة سلفًا، إلا أن الإنسان يملك إرادة حرة ومشيئة في أن لديه الاختيار بين الصواب والخطأ، وبالتالي فهو مسؤول عن تصرفاته، فللإنسان مشيئة واختيارًا بها تتحقق أفعاله كما جاء في سورة التكوير: ﴿لِمَنْ شَاءَ مِنْكُمْ أَنْ يَسْتَقِيمَ ۝٢٨﴾ [التكوير:28]، وأن مشيئة الإنسان وقدرته غير خارجة عن قدرة الله ومشيئته؛ فهو الذي منح الإنسان ذلك، وجعله قادرًا على التمييز والاختيار، كما جاء في الآية التالية للآية السابقة: ﴿وَمَا تَشَاءُونَ إِلَّا أَنْ يَشَاءَ اللَّهُ رَبُّ الْعَالَمِينَ ۝٢٩﴾ [التكوير:29]. في المقابل فإن فهم الشيعة للقضاء والقدر أو كما يسمى العدل يتمحور حول مسؤولية الإنسان عن أفعاله، لكنه في نفس الوقت مسير في بعض الأمور التي تفرض عليه مثل النوع ومكان الميلاد وغير ذلك.

## شعائر وعبادات

### أركان الإسلام

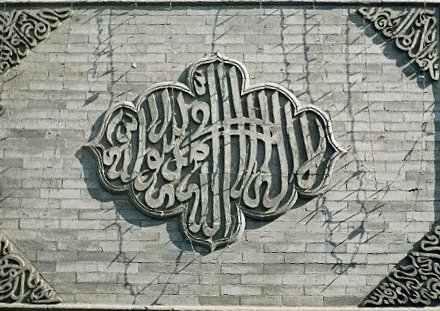
الشهادتان على أحد أسوار مسجد شيان الكبير بجمهورية الصين الشعبية.

تُعد أركان الإسلام الخمسة أهم العبادات في الإسلام عند الطائفة السنيّة والتي يشترك معهم فيها المسلمون الشيعة، وإن كانت عند السنّة تعد أساسيات دخول الإسلام؛ فقد استمد علماء الدين السنّة أركان الإسلام من روايات عن النبي منها:
روي عن عن أبي عبد الرحمن عبد الله بن عمر بن الخطاب في صحيح البخاري وصحيح مسلم: 
| الإسلام | "بُني الإسلام على خمس: شهادة أن لا إله إلا الله، وأن محمدًا رسول الله، وإقام الصلاة، وإيتاء الزكاة، وصوم رمضان، وحج البيت". | الإسلام |

فأركان الإسلام كما بينها الحديث هي:
1. شهادة أن لا إله إلا الله وأن محمداً رسول الله: وتعد هذه الشهادة هي أساس دخول الإسلام عند المسلمين السنّة. ويضيف إليها المسلمون الشيعة «الشهادة الثالثة»، وهي شهادة أن علي بن أبي طالب ولي الله.

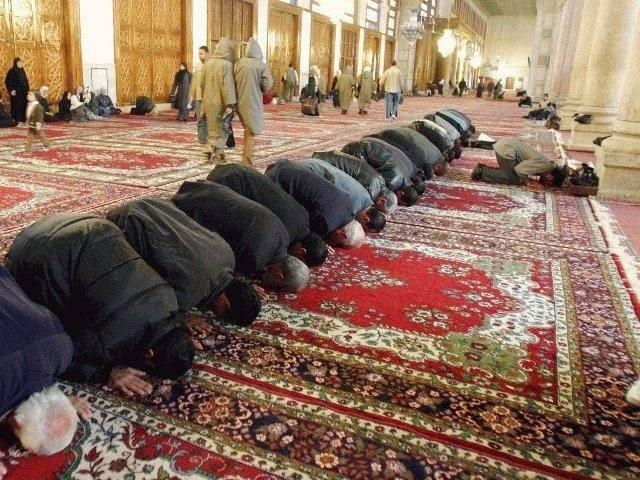
مسلمون يصلون في الجامع الأموي بدمشق، سوريا.

2. الصلاة: وهي أحد أهم العبادات اليومية التي يقوم بها المسلمون.
تجب الصلاة على المسلمين خمس مرات يوميًا، ويتجه المسلمون في صلاتهم نحو الكعبة بمكة. وغير الصلاة الواجبة هناك صلوات أخرى مثل صلاة العيد وصلاة الجنازة وغيرها.
في العديد من البلدان الإسلامية، يُنادى بالأذان من المساجد عند وقت الصلاة لتذكير المسلمين بها. تتلى الصلوات باللغة العربية، ويقوم المسلم بأداء حركات مثل الركوع والسجود وغيرها من الحركات وتلاوة الآيات القرآنية والأدعية. وبحال فات على المسلم أداء إحدى الصلوات في وقتها فعليه أدائها متى ذكرها.

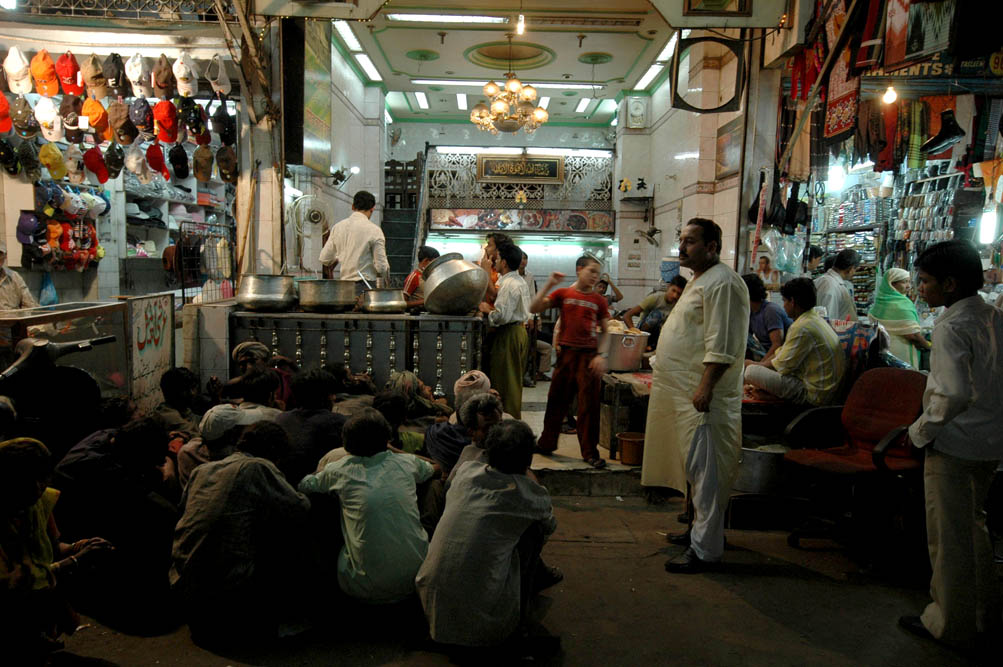
توزيع الزكاة علي مجموعة من الفقراء.

3. الزكاة: وهي جزء من المال يدفعه الأغنياء من المسلمين من أموالهم للفقراء والأيتام والمحتاجين وأوجه أخرى. وهي واجبة على كل المسلمين القادرين، وتختلف عن الصدقات التي يدفعها المسلمون تطوعًا.

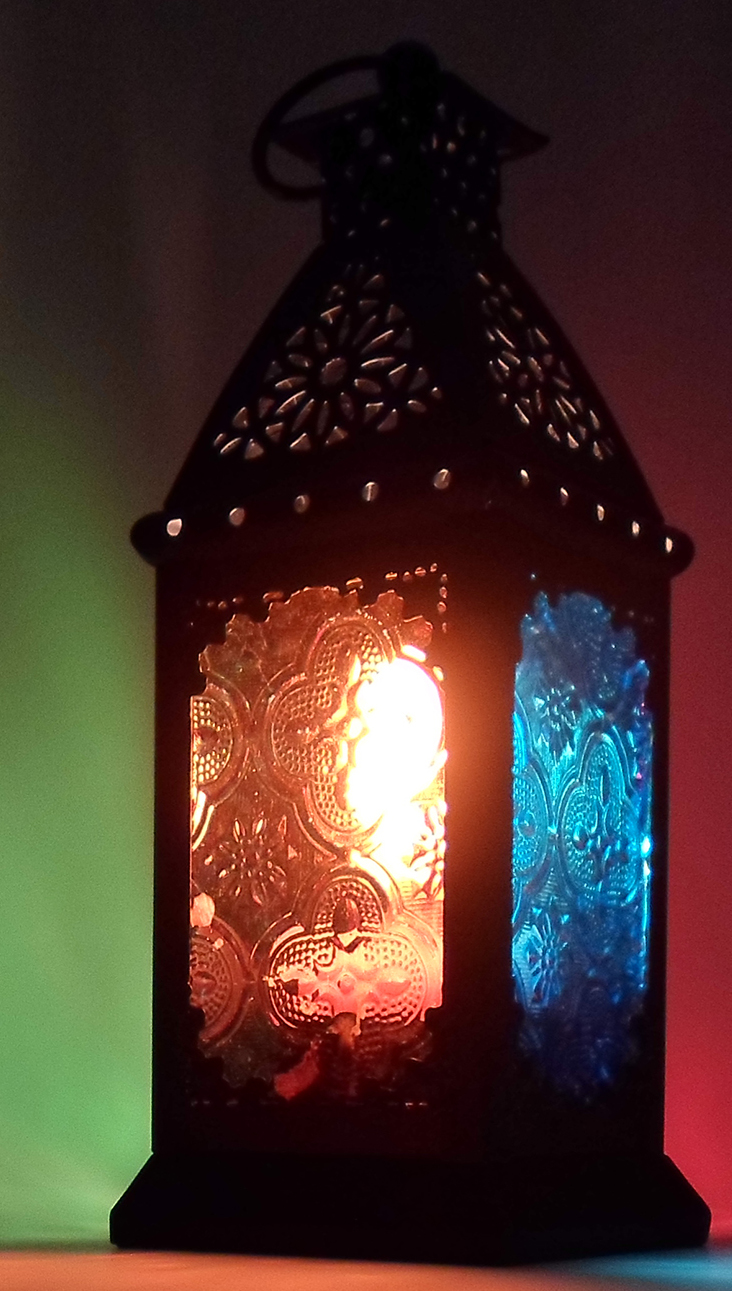
فانوس رمضان.

4. صوم رمضان: يمتنع المسلمون في شهر رمضان عن الطعام والشراب والجماع من الفجر إلى غروب الشمس، كما أن عليهم تجنب الخطايا الأخرى، وزيادة الطاعات في هذا الشهر. الصوم غير واجب على المسافر أو المريض الذين يشق عليهم الصوم لكن عليهم قضاء ما عليهم بصيام أيام أخرى حين تتاح لهم الفرصة قبل قدوم رمضان العام القابل، أو بإطعام المساكين لمن لا يقدر على الصوم أصلا مثل كبار السن الذين يشق عليهم الصوم لكبر سنهم أو ذوي مرض مزمن؛ ولا يعد الصوم عند المسلمين أمرا تكليفيا من أجل إرهاقهم ولكن هدفه روحي وصحي وفق المعتقد الإسلامي، فهو يحافظ على الصحة ويُساهم في الشعور بجوع الفقراء وحاجتهم، ويزيد من تقوى الله ورفع المعاني الإيمانية والروحية.

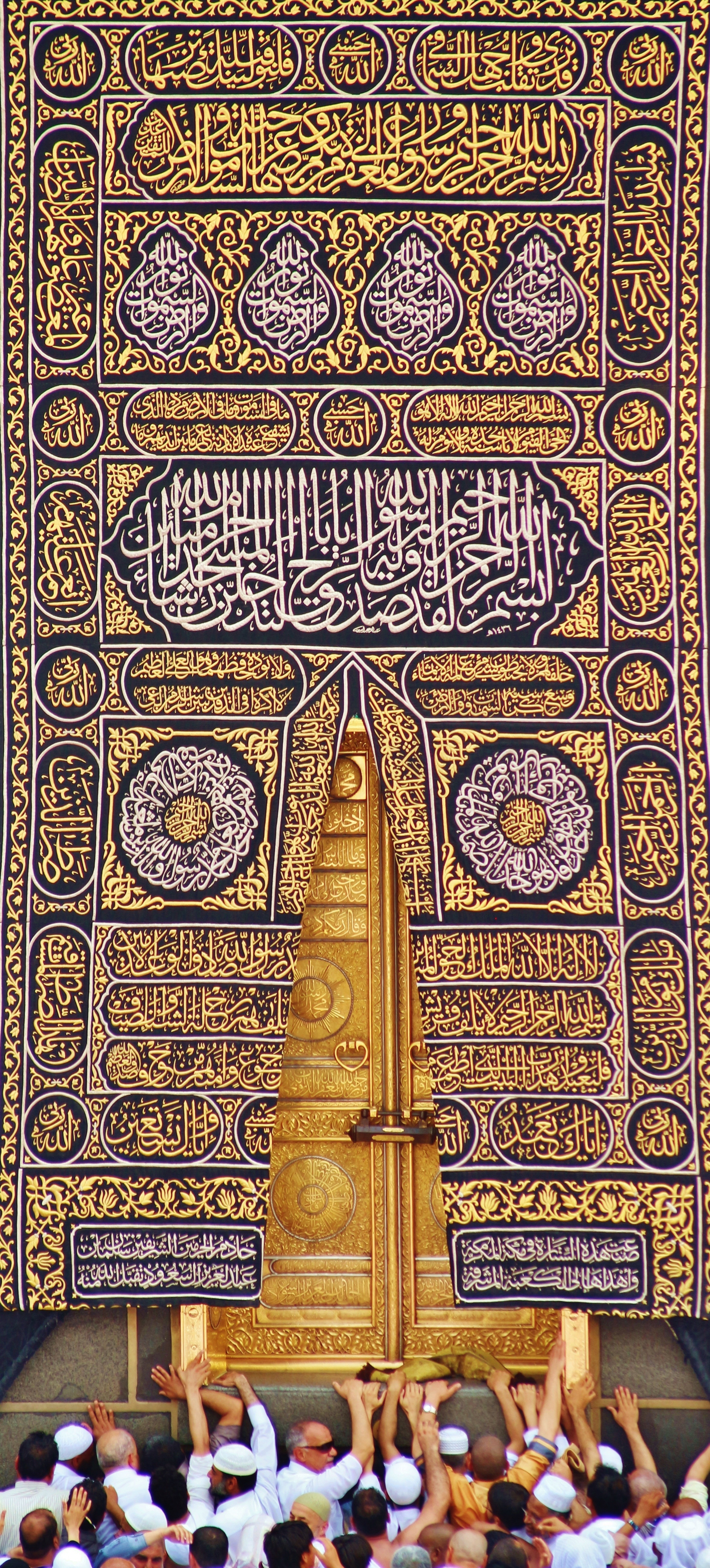
الحج الإسلامي الي المسجد الحرام.

5. الحج: وهو الحج إلى الكعبة بيت الله الحرام في مدينة مكة شهرَ ذي الحجة. وهي واجبة على كل مسلم قادر على أداء مناسك الحج على الأقل مرة واحدة في حياته.  والعمرة.]] يجب على المسلم ألا يرتدي ملابس مخيطة أثناء أداء الحج، ويستثنى من ذلك النساء. ثم يقوم الحاج بالإحرام، وهو إعلان نيته عن أداء مناسك الحج، ثم يقوم بالطواف حول الكعبة سبعة مرات، ويقوم بالسعي بين الصفا والمروة سبعة أشواط، ثم الوقوف بعرفة الذي يعد أهم شروط الحج التي تميز شعائر الحج عن مناسك العمرة.

### الإحسان
الإحسان في الإسلام هو إتقان العمل الذي يقوم به المسلم وبذل الجهد لإيجادته ليصبح على أكمل وجه، فإن كان العمل خاصا بالناس وجب تأديته على أكمل وجه وكأن صاحب العمل خبير بهذا العمل ويتابع العامل بكل دقة. كما جاء في الحديث النبوي «إن الله كتب الإحسان على كل شيء».
في الإسلام يُعد الإحسان الرتبة الثالثة من مراتب الدين الثلاثة والتي تتضمن (الإسلام ثم الإيمان ثم الإحسان). والذي يُعرّف بكونه «عبادة الله كأنك تراه فإن لم تكن تراه فإنه يراك» كما ورد في الحديث النبوي من قول النبي محمد في تعريف الإحسان: «أن تعبد الله كأنك تراه فإن لم تكن تراه فإنه يراك»
وقد ورد في القرآن في سورة النحل: ﴿إِنَّ اللَّهَ يَأْمُرُ بِالْعَدْلِ وَالْإِحْسَانِ وَإِيتَاءِ ذِي الْقُرْبَى وَيَنْهَى عَنِ الْفَحْشَاءِ وَالْمُنْكَرِ وَالْبَغْيِ يَعِظُكُمْ لَعَلَّكُمْ تَذَكَّرُونَ ۝٩٠﴾ [النحل:90] أي: أن الله يأمر عباده بالعدل والإنصاف في حقه بتوحيده وعدم الإشراك به، وفي حق عباده بإعطاء كل ذي حق حقه، ويأمر بالإحسان في حقه بعبادته وأداء فرائضه على الوجه المشروع، وإلى الخلق في الأقوال والأفعال، ويأمر بإعطاء ذوي القرابة ما به صلتهم وبرُّهم، وينهى عن كل ما قَبُحَ قولا أو عملا وعما ينكره الشرع ولا يرضاه من الكفر والمعاصي، وعن ظلم الناس والتعدي عليهم، والله -بهذا الأمر وهذا النهي- يَعِظكم ويذكِّركم العواقب؛ لكي تتذكروا أوامر الله وتنتفعوا بها؛ وكذلك ورد في القرآن في سورة الرحمن: ﴿هَلْ جَزَاءُ الْإِحْسَانِ إِلَّا الْإِحْسَانُ ۝٦٠﴾ [الرحمن:60]، أي أن الله يجازي مَن أحسن بعمله في الدنيا بالإحسان إليه بالجنة في الآخرة.
وللإحسان الاصطلاحي نوعان وهما
1. إحسان في عبادة الخالق: بأن يعبد الله كأنَّه يراه فإن لم يكن يراه فإنَّ الله يراه. وهو الجِدُّ في القيام بحقوق الله على وجه النُّصح، والتَّكميل لها.
2. وإحسانٌ في حقوق الخَلْق: هو بذل جميع المنافع مِن أي نوعٍ كان، لأي مخلوق يكون ولكنَّه يتفاوت بتفاوت المحْسَن إليهم، وحقِّهم ومقامهم، وبحسب الإحْسَان، وعظم موقعه، وعظيم نفعه، وبحسب إيمان المحْسِن وإخلاصه، والسَّبب الدَّاعي له إلى ذلك[111]

### شعائر وعبادات أخرى

#### الأعياد

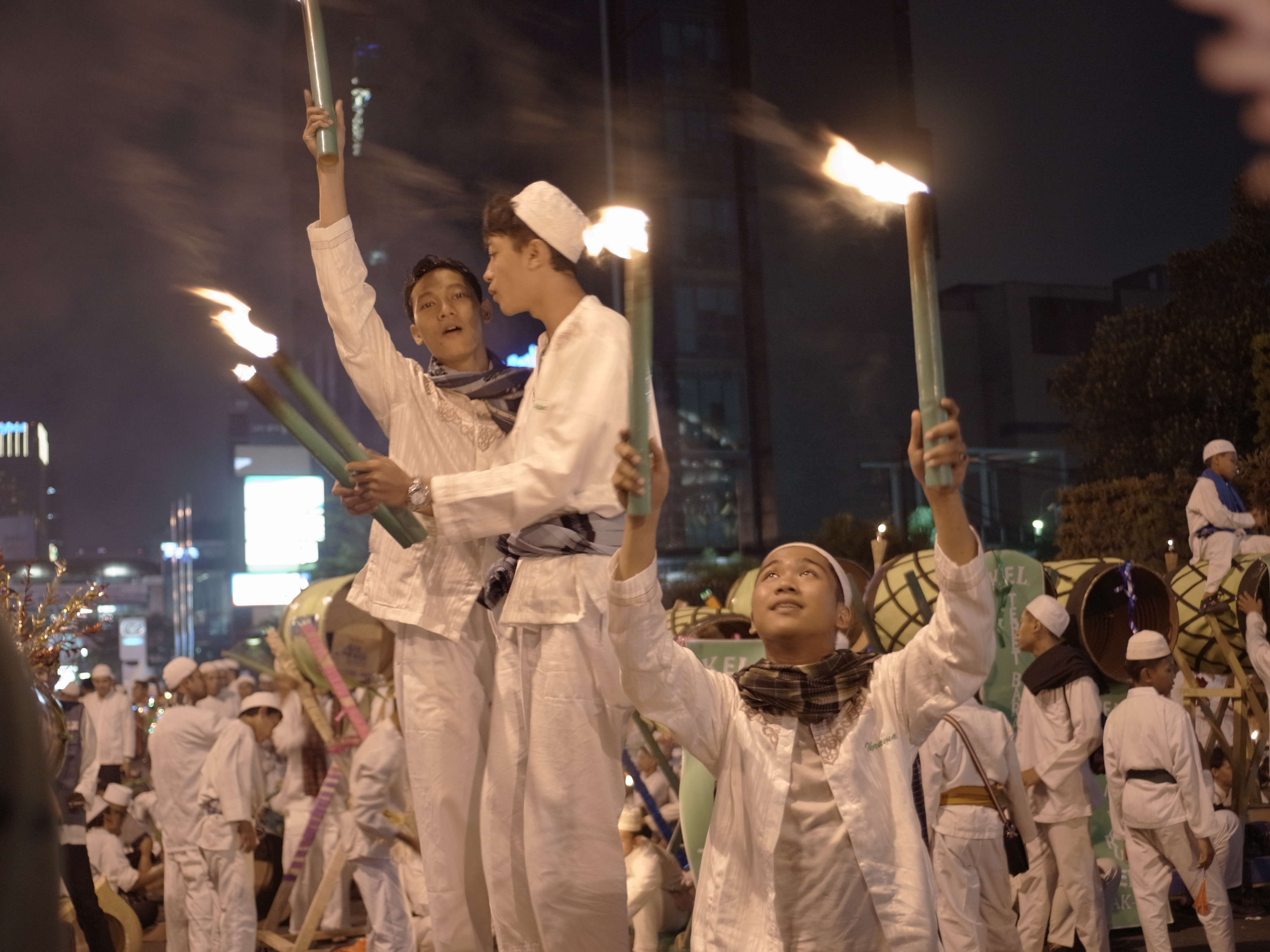
الإحتفال بعيد الأضحى في جاكرتا، إندونيسيا.

يحتقل المسلمون بعيدين وهم عيد الفطر بعد الانتهاء من صيام شهر رمضان، وعيد الأضحى بعد انتهاء الحجاج من وقفة يوم عرفة، وهناك بعض المسلمون يحتفلون بالمولد النبوي وعاشوراء.

#### الجهاد
يعتبر الجهاد في سبيل الله أحد الفروض الإسلامية ويُسميه البعض الركن السادس للإسلام،
ويُقسم الجهاد إلى نوعين: الجهاد الأكبر وهو جهاد النفس، والجهاد الأصغر وهو القتال في سبيل الله. وأعظم الجهاد كلمة حق عند سلطان جائر.
بالنسبة للجهاد العسكري، يُعرفه البعض بأنه يهدف فقط لحماية الأمة الإسلامية والتصدي للعدوان الخارجي عليها، أو لمحاربة المرتدين أو المتمردين أو الدول التي تضطهد المسلمين، أو التي تعرقل الدعوة الإسلامية بينما يرى البعض أن الهدف من الجهاد هو الغزو وتوسعة الأراضي الخاضعة لحكم الدولة الإسلامية. معظم المسلمين اليوم يفسرون الجهاد على أنه وسيلة للدفاع عن المسلمين والمقدسات الإسلامية، إضافة لنشر الشريعة الإسلامية وتطبيقها.
والقتال في سبيل الله فرض كفاية على المسلمين، أي أنه يكفي قيام البعض به ليسقط عن البقية؛ ولكنه فرض عين على الحاكم وأصحاب السلطة. بالنسبة للشيعة لا يكون الجهاد إلا بأمر من الله للإمام المنحدر من سلالة النبي محمد بن عبد الله، وبالنسبة للشيعة الاثني عشرية -أكبر طوائف الشيعة- فهو الإمام محمد المهدي الغائب بحسب اعتقادهم منذ عام 868م.

#### الآداب والطعام

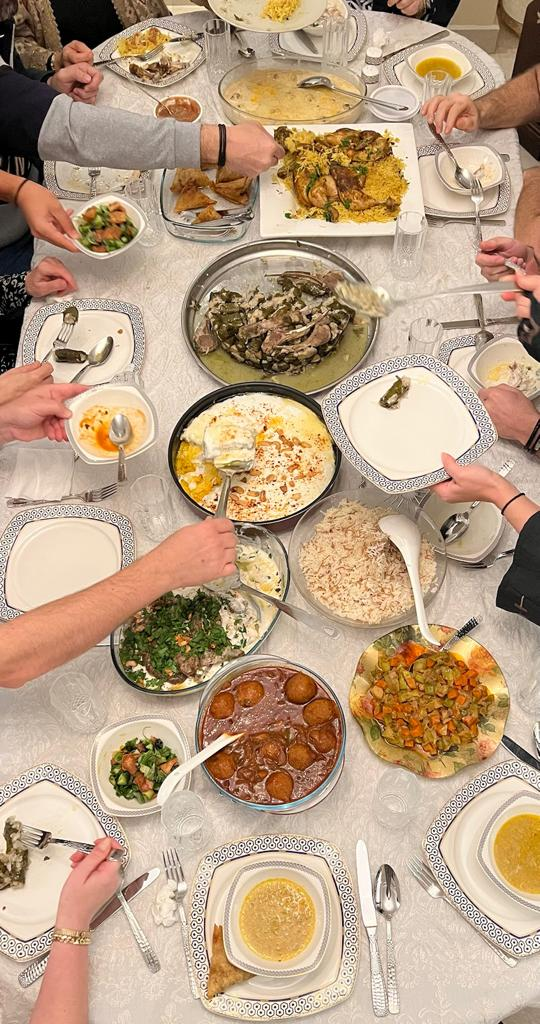
يأكل المسلم بيمينه فيما يليه، ويسمي بسم الله قبل الأكل.

تندرج بعض العادات والممارسات في فئة «الآداب الإسلامية»، مثل رد التحية، والتحية الإسلامية التقليدية هي التلفظ بعبارة «السلام عليكم»، والرد المقابل لها هو «وعليكم السلام ورحمة الله وبركاته»، والتسمية قبل تناول الطعام أو الشراب وذلك بقول «بسم الله الرحمن الرحيم»، والأكل باليد اليمنى، وحمد الله عند الانتهاء بقول «الحمد لله». إضافة إلى ذلك يحث الإسلام على الاعتناء بالنظافة الشخصية، وختان الذكور -والإناث في بعض الآراء-، والتطهر بالماء أو التراب الطاهر بحال مس ما يُعد من النجاسة، مثل البول والغائط والدم، بالإضافة إلى تجهيز وغسل وتكفين جثة المتوفي ومراسم دفنه والصلاة عليه. أيضًا هناك أدعية الأحوال مثل دعاء الخروج من المنزل، ودعاء دخول المسجد، ودعاء دخول بيت الخلاء، وغير ذلك. ولا ينبغي للمسلمين النظر إلى عورات الآخرين ويجب أن يغضوا أبصارهم عنها.
أما بالنسبة للطعام، فهناك أطعمة يعتبرها المسلمين محرمة ولا يقدمون على تناولها، مثل لحم الخنزير الدم والجيف والكحول، والحيوانات اللاحمة وما لم يُذكر اسم الله عليه عند ذبحه، ومن الآيات التي يستدل المسلمون عليها بذلك ما ورد في سورة المائدة: ﴿حُرِّمَتْ عَلَيْكُمُ الْمَيْتَةُ وَالدَّمُ وَلَحْمُ الْخِنْزِيرِ وَمَا أُهِلَّ لِغَيْرِ اللَّهِ بِهِ وَالْمُنْخَنِقَةُ وَالْمَوْقُوذَةُ وَالْمُتَرَدِّيَةُ وَالنَّطِيحَةُ وَمَا أَكَلَ السَّبُعُ إِلَّا مَا ذَكَّيْتُمْ وَمَا ذُبِحَ عَلَى النُّصُبِ﴾ [المائدة:3]. أما الميتة فهي الحيوان الذي نفق دون ذبح شرعي، ويأخذ حكم الميتة الحيوان المذبوح من قبل شخص من غير أهل الكتاب كالمجوسي أو البوذي، والدم المسفوح السائل محرّم سواء كان دم ذبيحة من الحيوانات المحلل أكلها أو غيرها وسواء كان مائعًا أو جمد بعد خروجه، أما الدم غير السائل كالكبد والطحال فحلال أكله في الإسلام، ولحم الخنزير محرّم كذلك الأمر سواء كان خنزيرًا بريًا أم مستأنسًا، وذلك لاعتبار الخنزير من الحيوانات النجسة في الإسلام وأن طهي لحمه على النار لا يزيل النجاسة. وما أهلّ لغير الله به هو ما ذبح لعبادة غير الله كتعظيم الأصنام، والمنخنقة هي البهيمة التي نفقت جرّاء الخنق، والموقوذة هي التي ضربت بالعصا أو بشيء ثقيل حتى ماتت من قوّة الألم، والمتردّية هي التي وقعت وتردّت من علو كأنْ وقعت من أعلى الجبل فماتت، والنطيحة هي التي ماتت بالانتطاح مع بهيمة أخرى، وما أكل السبع يُقصد به ما اقتات عليه الحيوان اللاحم أو انتزع منه قطعة فمات، أما إذا أخذ منها السّبع شيئا من جسدها ولم يقتلها ثم ذُبحت فأكلها حلال عدا القسم الذي انتزع منها. وينبغي أن يكون ذابحي الحيوانات من المسلمين أو أهل الكتاب لكي يجوز للمسلم تناوله. ويُسمى الطعام الذي يصح للمسلم تناوله «طعام حلال». أما بالنسبة للمشروبات الكحولية فيستدل المسلمون على تحريمها من عدّة آيات كتلك التي وردت في سورة البقرة: ﴿يَسْأَلُونَكَ عَنِ الْخَمْرِ وَالْمَيْسِرِ قُلْ فِيهِمَا إِثْمٌ كَبِيرٌ وَمَنَافِعُ لِلنَّاسِ وَإِثْمُهُمَا أَكْبَرُ مِنْ نَفْعِهِمَا﴾ [البقرة:219]، فالمسلمون يؤمنون أن للمشروبات الكحولية منافع مختلفة لكن مضارها تبقى أكثر من نفعها، لذا فهم يجتنبونها كما ورد الأمر بالنص القرآني.

## الشريعة والفقه الإسلامي

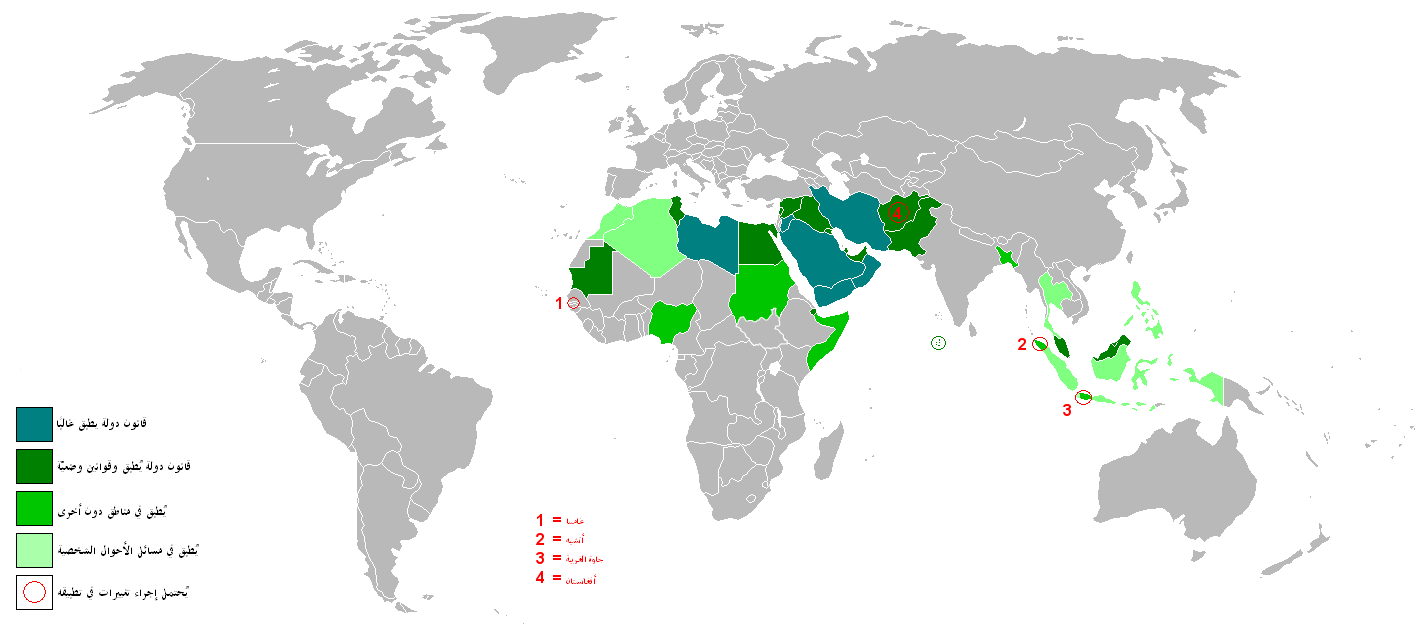
الدول حيث تُطبق الشريعة الإسلامية بأشكال مختلفة.

الشريعة الإسلامية هي مجموعة القوانين المفروضة بالقرآن والأحاديث النبوية وأقوال السلف الصالح -أو أهل البيت عند الشيعة- واجتهادات علماء الدين الإسلامي، والتي تحدد علاقة الإنسان بالله وبالناس وبالمجتمع والكون. وتحدد ما يجوز فعله وما لا يجوز. وأهم هذه الشرائع أركان الإسلام الخمس. تُقسم الأحكام التي تشتمل عليها الشريعة الإسلامية إلى ثلاثة أقسام رئيسية هي:
- الأحكام العقائدية: وهي تشمل كل الأحكام التي تتعلق بذات الله وصفاته والإيمان به وهو ما يُعرف بالإلهيات، ومن هذه الأحكام أيضًا كل الأحكام التي تتعلق بالرسل وبالإيمان بهم وبالكتب التي أنزلت عليهم وما إلى ذلك وهو ما يُعرف بالنبوات، ومن هذه الأحكام أيضًا كل الأمور الغيبيّة وهي ما يُعرف بالسمعيات. وهذه الأحكام العقائدية يجمعها علم واحد يُسمى «علم التوحيد» أو «علم الكلام» [124]
- الأحكام التهذيبية: وهي الأحكام التي تدعوا إلى التحلي بالفضيلة والتخلي عن الرذيلة، فهناك أحكام تتعلق ببيان الفضائل التي يجب على الإنسان أن يتحلى بها كالصدق والأمانة والشجاعة والوفاء والصبر وما إلى ذلك، وهناك أحكام تتعلق بالرذائل التي يجب على الإنسان أن يتخلى ويبتعد عنها كالكذب والخيانة وخلف الوعد والغدر وما إلى ذلك، وهذه الأحكام التهذيبية يجمعها علم يُسمى «علم الأخلاق» [124] أو «علم التصوف».[125]
- الأحكام العملية: وهي الأحكام التي تتعلق بعمل الإنسان أو بفعل الإنسان، وهذه الأحكام محل دراستها علم الفقه الإسلامي.

| دولة إسلامية. الدين الرسمي للدولة هو الإسلام دولة علمانية لا ذكر للديانة في الدستور |

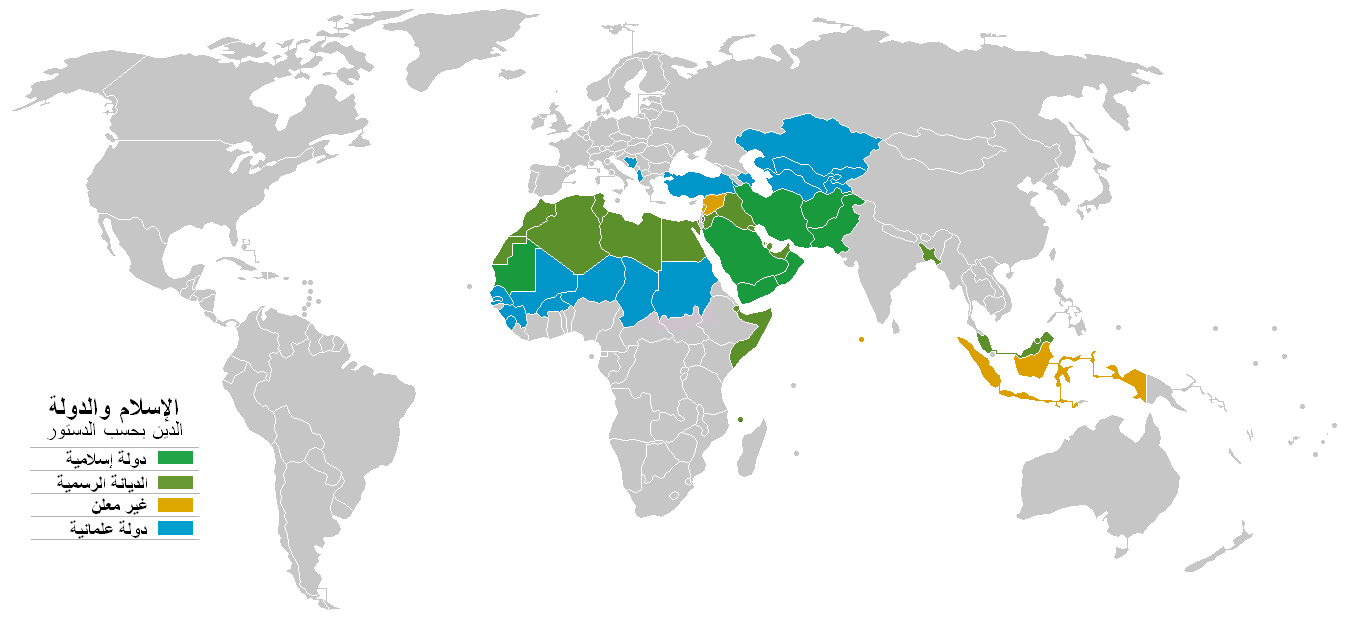
الدول ذات الأغلبية المسلمة ومدي تطبيقها للشريعة الإسلامية

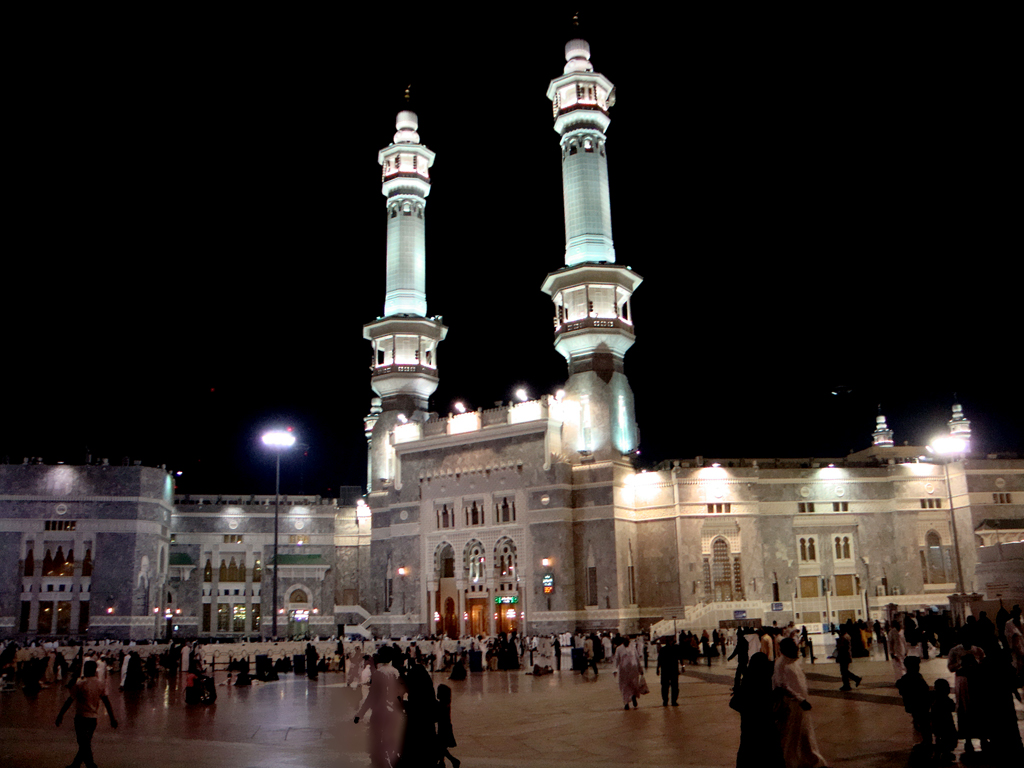
المسجد الحرام في مكة ليلا.

يرى الإسلاميون ضرورة حكم وإدارة البلاد وفقا للشريعة الإسلامية، وتطبق على المسلمين ومن في عهدتهم كأهل الذمة والمعاهدين والمستأمنين. كما يرون ضرورة توقيع العقوبة المعروفة بالحد على المسلم الذي يتخطى حدود الشريعة ويرتكب ما نهت عنه، والحد في المفهوم الشائع هو العقوبة التي وردت في القرآن أو في الحديث النبوي لكل من خالف أمر الله، وتوقع هذه في بضعة حالات أساسية هي: الزنا، قذف المحصنات مثل اتهام إحدى النساء بالزنا دون دليل أو اتهام إنسان برئ بتهمة تمس الشرف أو المروءة كالسرقة وخيانة الأمانة بدون دليل أيضاً، شرب الخمر، السرقة، اللواط، المحاربة، القتل، والردة. وتختلف العقوبة الموقعة على الشخص باختلاف الفعل الذي ارتكبه. وكانت الشريعة الإسلامية تُطبق في الدول الإسلامية المتتالية بصفتها القانون الأساسي، أما اليوم فقلة من الدول تطبقها كالقانون الوحيد للدولة وهي السعودية التي تطبق الشريعة على المنهج السلفي وإيران على المنهج الاثنا عشري والصومال في المناطق الخاضعة لسيطرة حكومة المحاكم الإسلامية وحركة شباب المجاهدين على منهجين مختلفين من المناهج السنية. بينما تطبقها دول أخرى إلى جانب قوانينها الوضعية، وتطبقها أخرى في مسائل الأحوال الشخصية فقط.
أما الفقه الإسلامي فهو العلم بالأحكام الشرعية العملية المستنبطة من الأدلة التفصيلية، والمراد هنا الفهم، ومن الأحكام الشرعية العملية خطابات الشارع المنظمة لكل ما يتعلق بأعمال العباد وأفعالهم، والمقصود بالمستنبطة أي المأخوذة من الأدلة، والمراد من الأدلة التفصيلية: القرآن والسنّة النبوية وإجماع علماء الشريعة والقياس على أمور معلومة مسبقًا والعرف السائد والاستحسان وغير ذلك من أدلة أو مصادر الفقه الإسلامي. والفقه الإسلامي يُقسم إلى عدة أنواع يختلف في تحديدها وتعدادها الفقهاء، ولكن يمكن تقسيمها إلى أربعة أنواع أساسية:
- العبادات: وهي الأحكام التي تنظم علاقة الفرد بربه، مثل الصلاة الزكاة والصوم والحج الجهاد والنذر وغير ذلك.[128]
- المعاملات: وهي العلاقات التي تنظم علاقة الفرد بأخيه الفرد كالأحكام المتعلقة بالعقود الوضعية مثل عقد البيع والإيجار والقرض والسلم والهبة والوديعة والعارية والكفالة وغير ذلك من العقود.[128]
- السياسة الشرعية: وهي الأحكام التي تنظم علاقة الدولة بالأفراد أو بالدول الأخرى، ومن أمثلتها الأحكام التي تتحدث عن موارد بيت المال ومصارفه الشرعية، بالإضافة إلى الأحكام التي تتحدث عن القضاء، والأحكام التي تبين الجرائم والعقوبات سواء أكانت حدود أم تعزيزات.[128]
- أحكام الأسرة: ويشمل هذا النوع الأحكام التي تنظم الزواج والطلاق وحقوق الأولاد والميراث والوصية إلى غير ذلك مما يُطلق عليه مصطلح «الأحوال الشخصية»، وهذه الأحكام هي التي تشتمل عليها قوانين الأحوال الشخصية.[128]

### مصادر التشريع الإسلامي

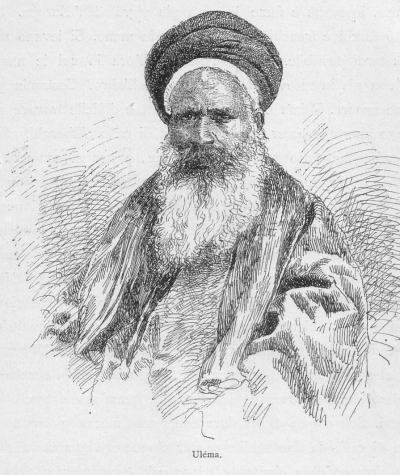
فقيه مسلم من العصر العثماني.

### المذاهب الفقهية الكبرى

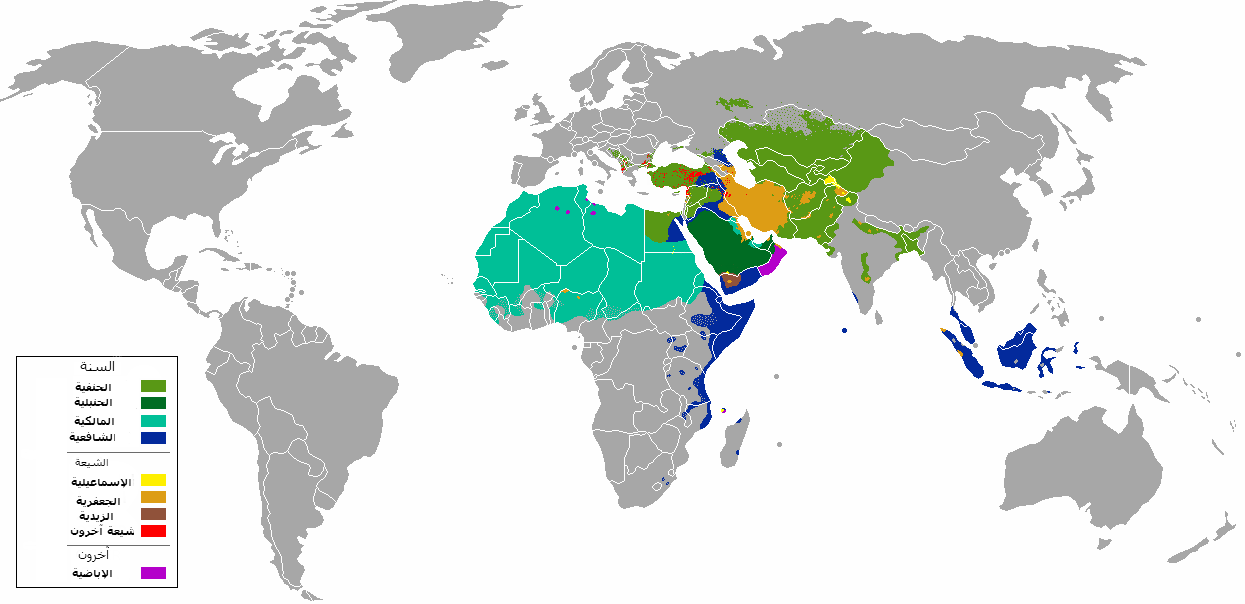
انتشار المذاهب الفقهية الإسلامية المختلفة حول العالم.

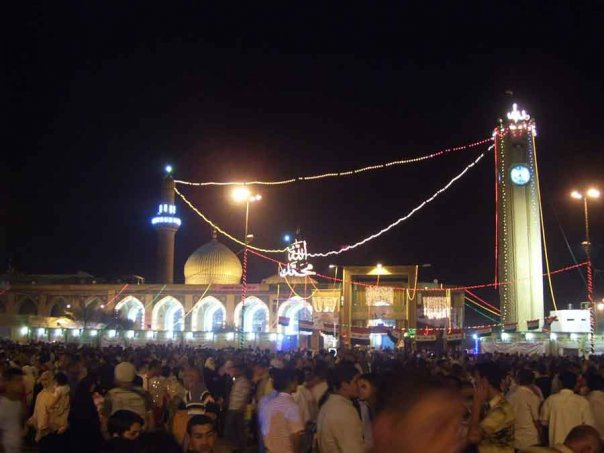
مسجد الإمام الأعظم «أبو حنيفة النعمان» في بغداد، العراق.

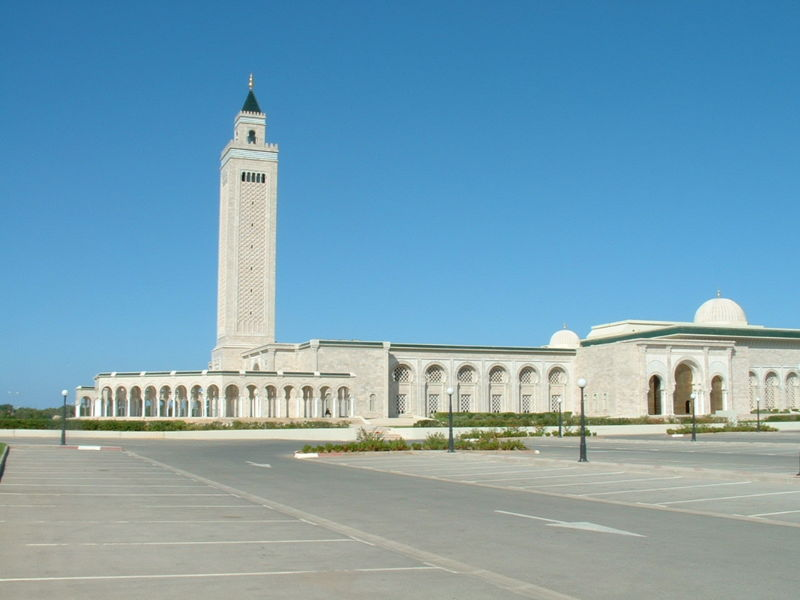
مذهب مالك بن أنس في قرطاج بالمغرب.

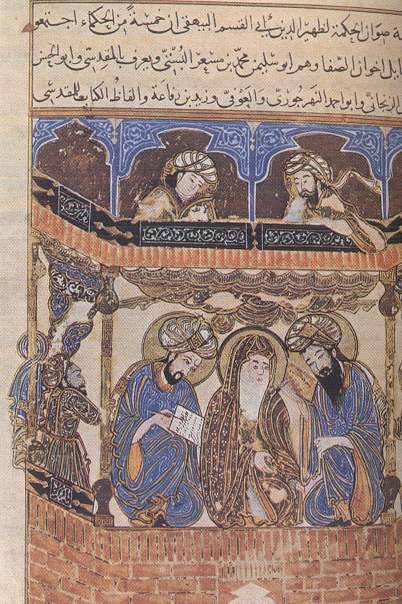
رسم يُظهر فقيهًا مسلمًا وإلى جانبه بعض تلاميذه في جلسة نقاش.

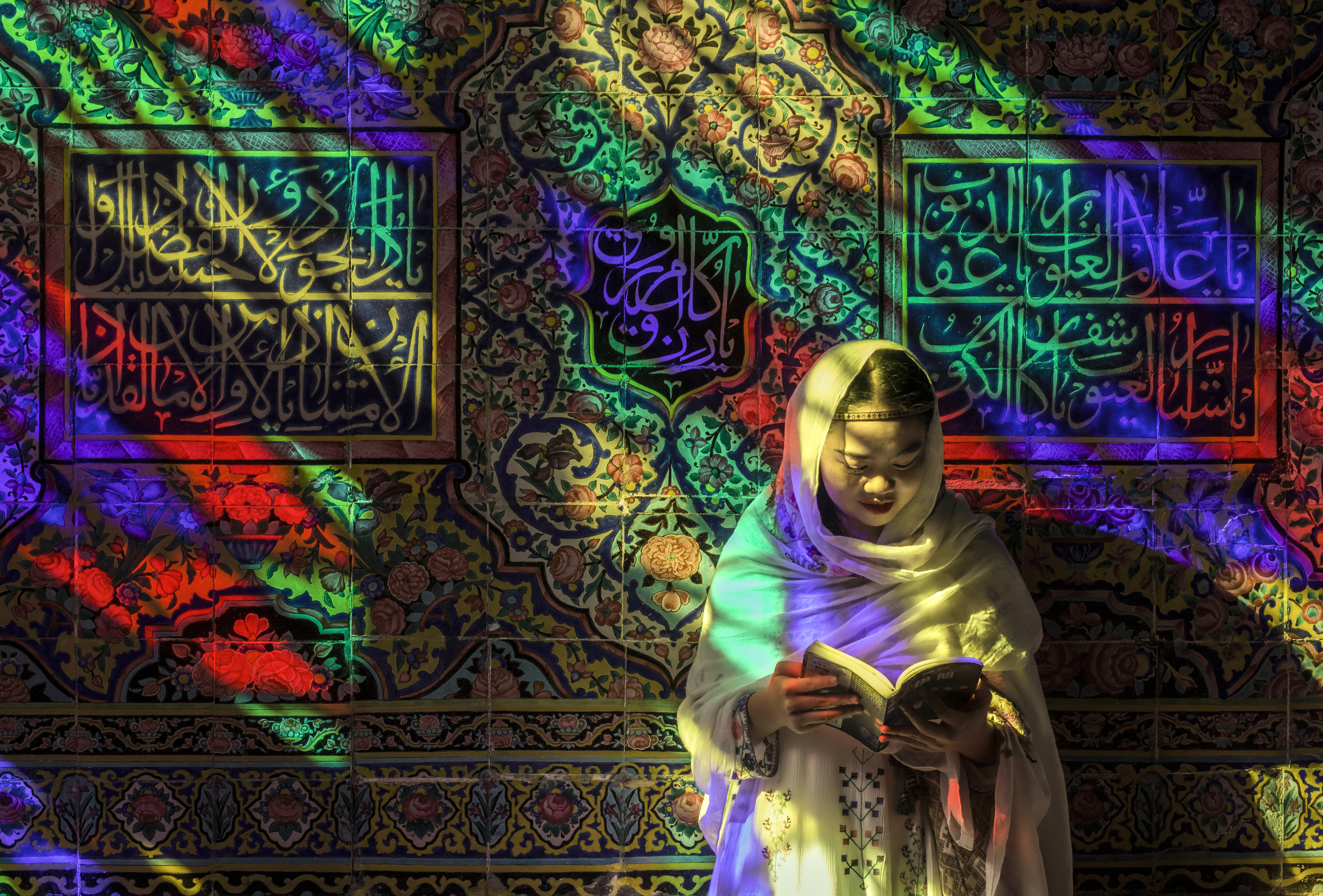
امرأة مسلمة شيعية تقرأ كتابًا في مسجد ناصر الملك في إيران. أكتوبر 2017.

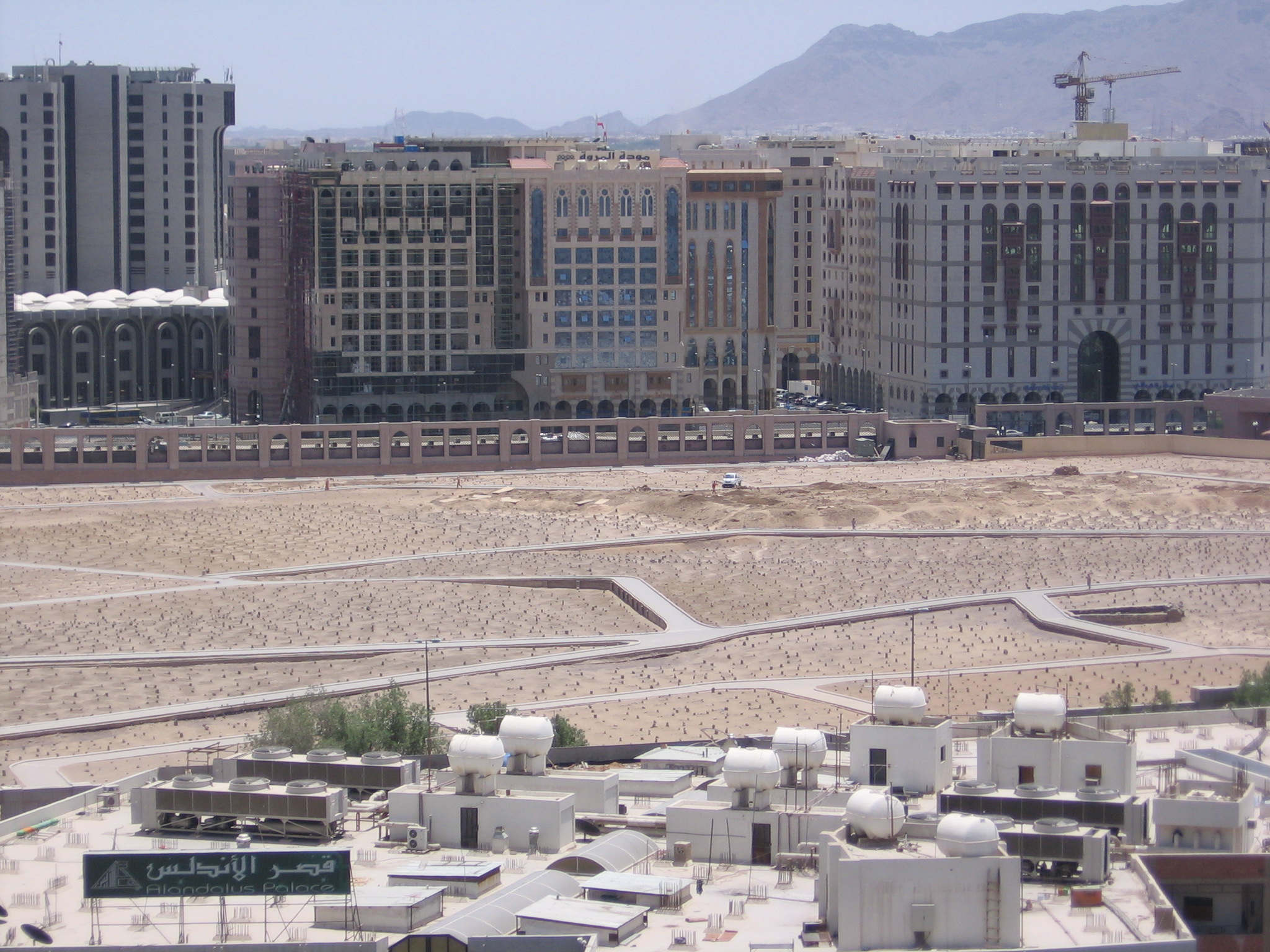
مقبرة البقيع في المدينة المنورة حيث دُفن الإمام جعفر الصادق.

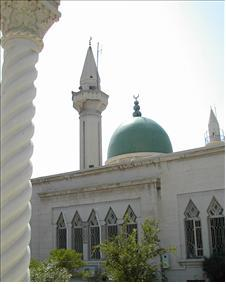
مسجد الإمام الأوزاعي، جنوب بيروت، حيث يقع ضريح الإمام عبد الرحمن الأوزاعي.

## الفرق الدينية

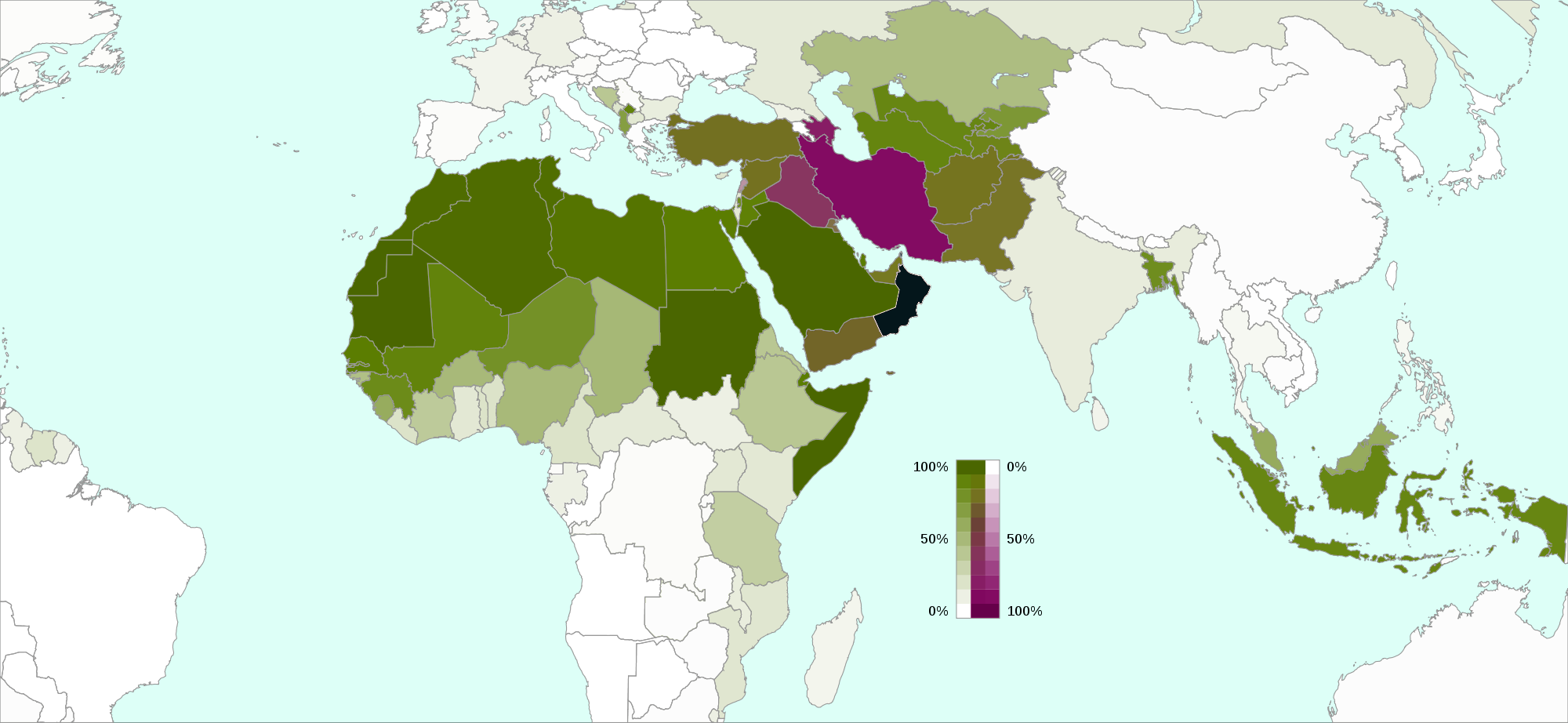
انتشار الطوائف الإسلامية السنيّة والشيعية والإباضية في العالم الإسلامي

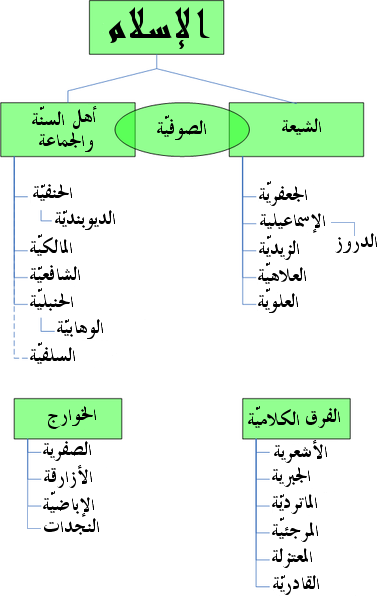
الطوائف والحركات الاجتماعية الإسلامية الرئيسيّة

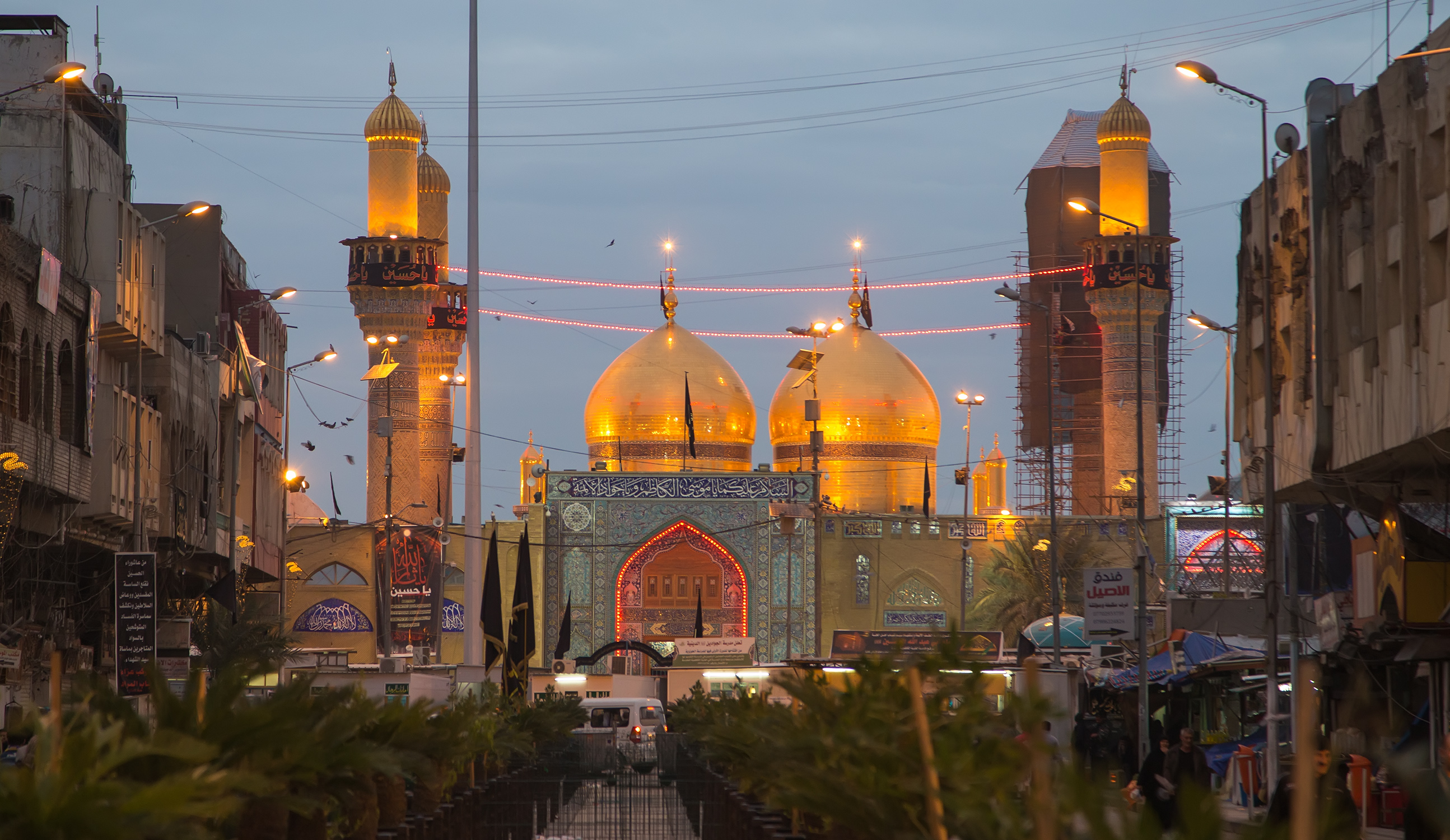
العتبة الكاظمية التي بها ضريح موسى الكاظم وحفيده الإمام محمد الجواد أحد أئمة الشيعة الإثنا عشرية.

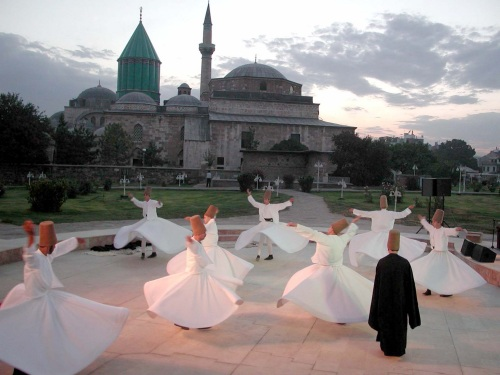
الدراويش المولوية في ضريح مولانا جلال الدين الرومي، قونية، تركيا.

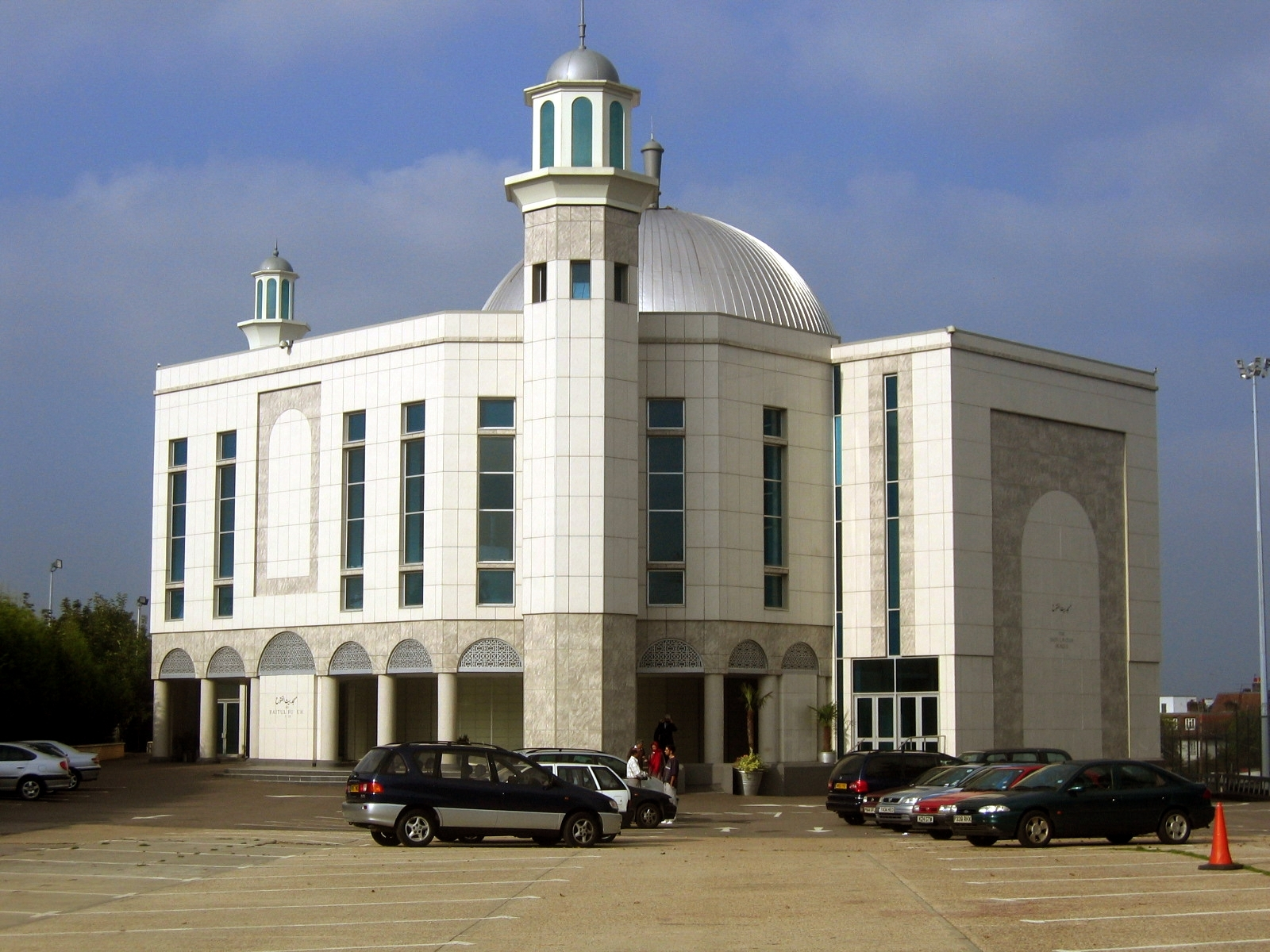
مسجد بيت الفتوح في لندن للطائفة الأحمدية.

## التاريخ الإسلامي

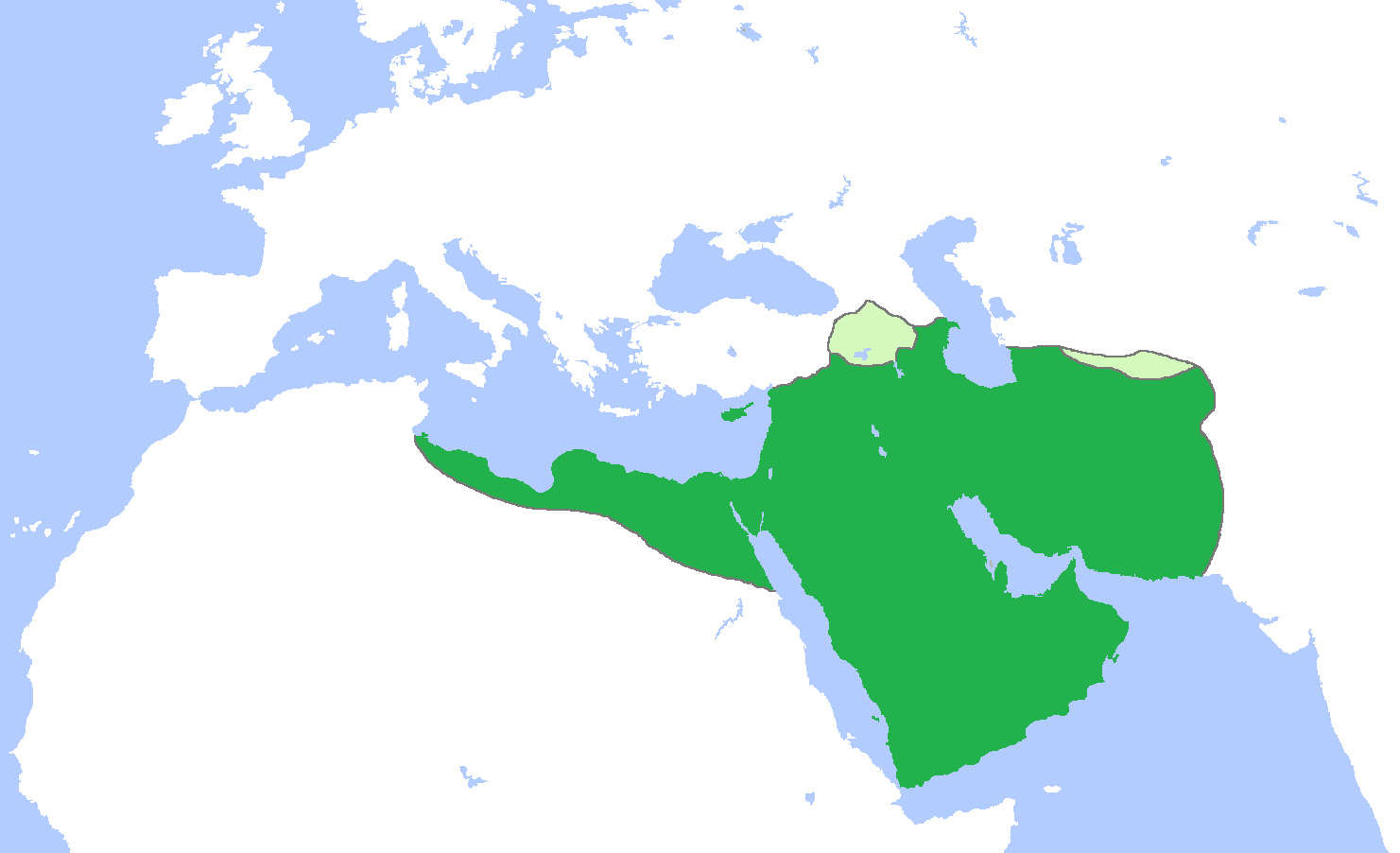
دولة الخلفاء الراشدين في أقصى اتساعها سنة 654. تظهر المناطق التابعة اسميًا للخلافة باللون الأخضر الباهت.

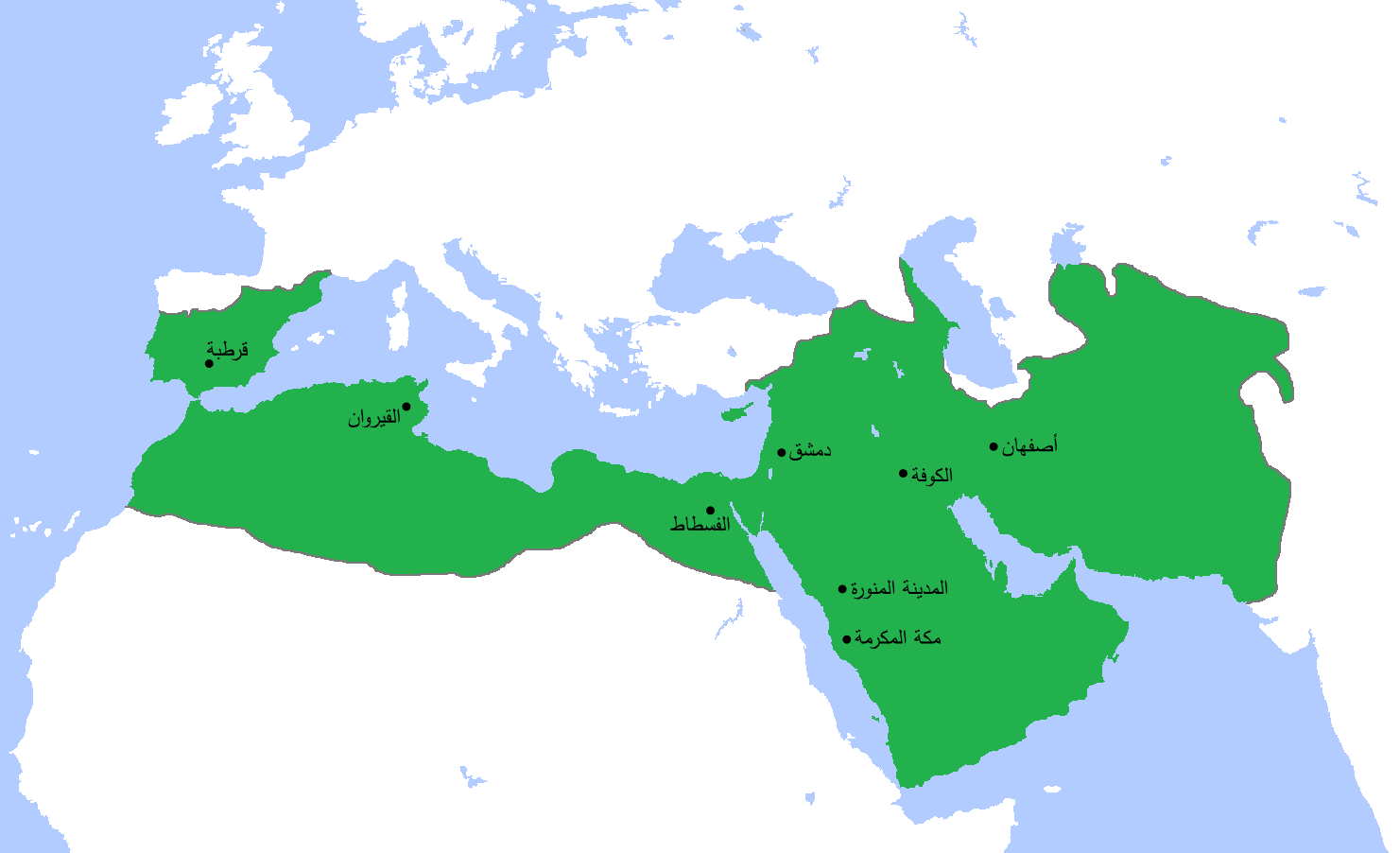
الدولة الأموية في أقصى اتساعها. لاحظ امتدادها لبضعة مناطق لم تصل إليها جيوش الخلفاء الراشدين.

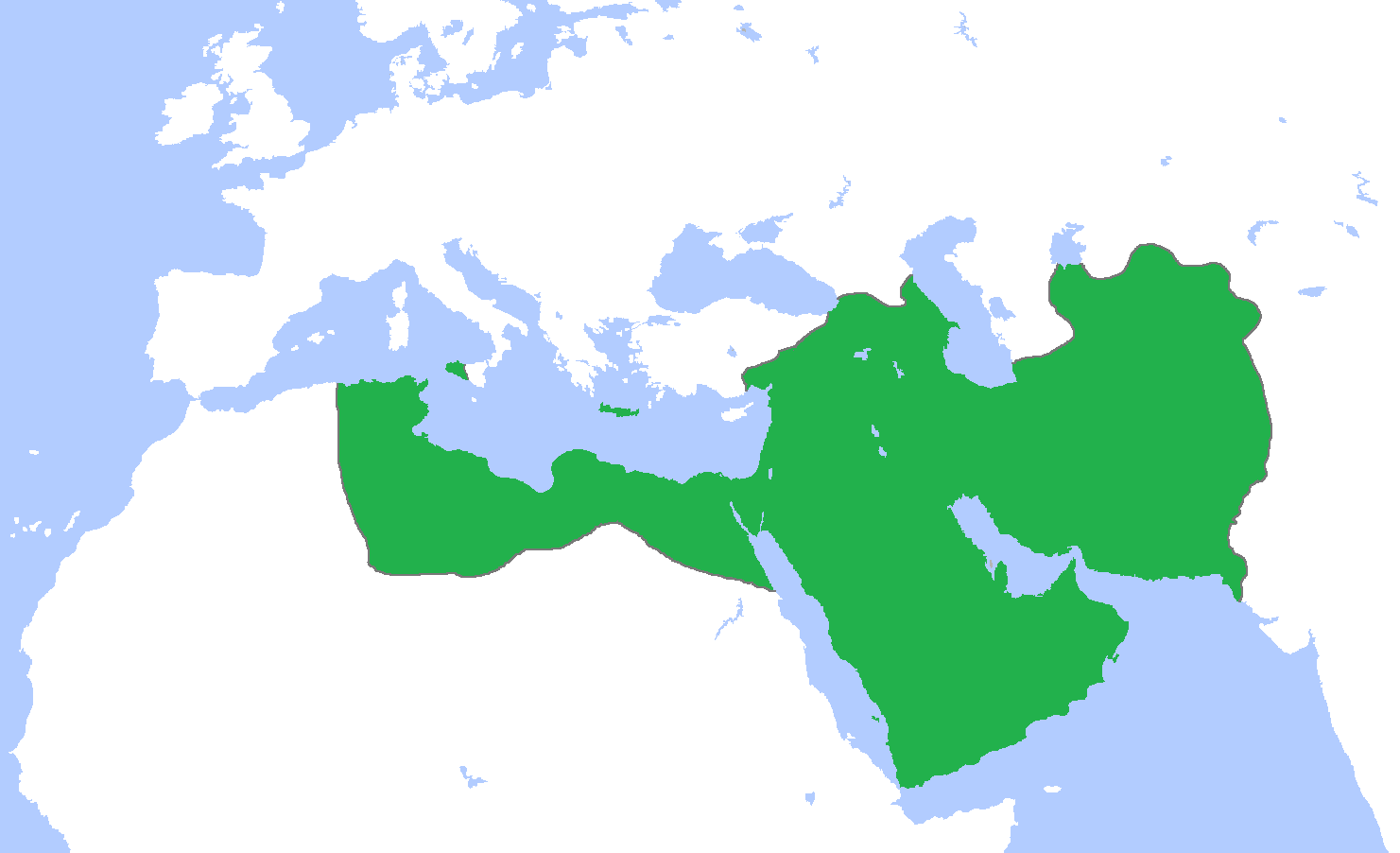
الدولة العبّاسية في أقصى اتساعها قرابة سنة 850.

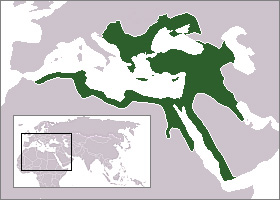
الدولة العثمانية في أقصى اتساعها سنة 1683.

### العصر النبوي (610–632)

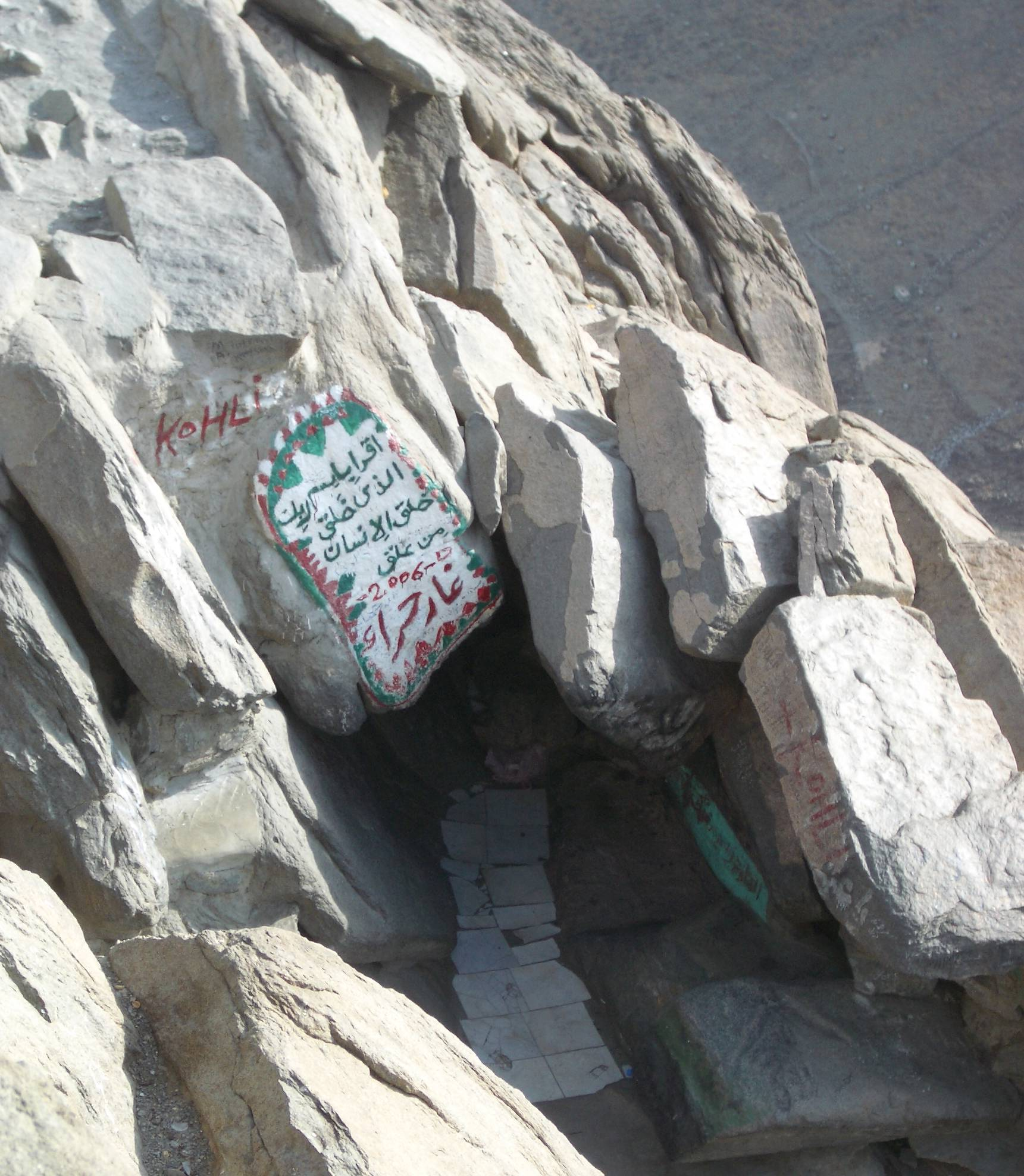
غار حراء، حيث يؤمن المسلمون أن الوحي الإلهي نزل على محمد عبر جبريل هناك.